# Aeropuerto Internacional de Phoenix-Sky Harbor
El Aeropuerto Internacional de Phoenix-Sky Harbor (del inglés: Phoenix Sky Harbor International Airport) (IATA: PHX, OACI: KPHX, FAA LID: PHX) es un aeropuerto público conjunto civil-militar situado a 4.8 kilómetros (3 millas) al sureste del distrito financiero de la ciudad de Phoenix, en el Condado de Maricopa, Arizona, Estados Unidos. Es el aeropuerto más grande y concurrido de Arizona, y se encuentra entre los aeropuertos comerciales más grandes de Estados Unidos.
En 2015, el aeropuerto atendió a 44,006,205 de pasajeros, un incremento del 4.5% respecto al año pasado haciéndolo el 11 más ocupado en Estados Unidos y el número 29 a nivel mundial. El aeropuerto maneja alrededor de 1,200 operaciones al día, junto con 100,000 pasajeros y más de 800 toneladas de carga. Los registros de la Administración Federal de Aviación (FAA), muestran que en el aeropuerto hubo 20,169,926 embarques comerciales de pasajeros en el año natural de 2012 y 20,211,799 embarques en 2011.
El aeropuerto sirve como un centro de conexiones de American Airlines y es el quinto más grande y principal centro de conexiones occidental de la línea aérea con más de 77 destinos a cuatro países. American opera el 54% de todos los pasajeros desde PHX, siendo la aerolínea más grande en el aeropuerto. El Sky Harbor también sirve como una de las ciudades foco más grandes de Southwest Airlines con 180 salidas diarias a 50 ciudades.

## Información
El Sky Harbor lleva operando con su actual nombre desde 1935, cuando fue comprado por la ciudad de Phoenix. En los años 50 era utilizado por cuatro compañías aéreas. El aeropuerto fue el principal centro de conexiones de US Airways, y ahora es un importante centro de conexiones de American Airlines, es el tercer mayor centro de conexiones de Great Lakes Airlines y es además el tercer mayor punto de salidas de Southwest Airlines, el segundo operador más grande del aeropuerto. Desde que empezó a operar en 1982, Southwest ha crecido hasta capturar más del 34 por ciento del mercado. Desde 1990, el tráfico de Southwest desde PHX se ha incrementado en más del 352%.
American Airlines y Southwest Airlines actualmente comparten la Terminal 4 del Sky Harbor, que maneja aproximadamente el 75% del tráfico del aeropuerto.
El aeropuerto ha crecido tan rápido que Phoenix está en proceso de utilizar el Aeropuerto Williams Gateway en Mesa como aeropuerto secundario.
Debido a los consistentes patrones de viento de Phoenix, el Sky Harbor es uno de los aeropuertos más grandes con todas las pistas de aterrizaje operando paralelamente.
El área de aviones privados del Sky Harbor sirve como uno de los ocho centros de la aerolínea de evacuación médica Air Evac.

## Torre de Control
La actual torre de control de 99 metros (236 pies) de altura comenzó sus operaciones el 14 de enero del 2007. La torre se ubica al este del estacionamiento de la Terminal 3 y también alberga el Centro de Control Terminal (TRACON) de Phoenix. Esta es la cuarta torre de control del Sky Harbor y se encuentra entre las torres de control más altas en América del Norte.

## Terminales

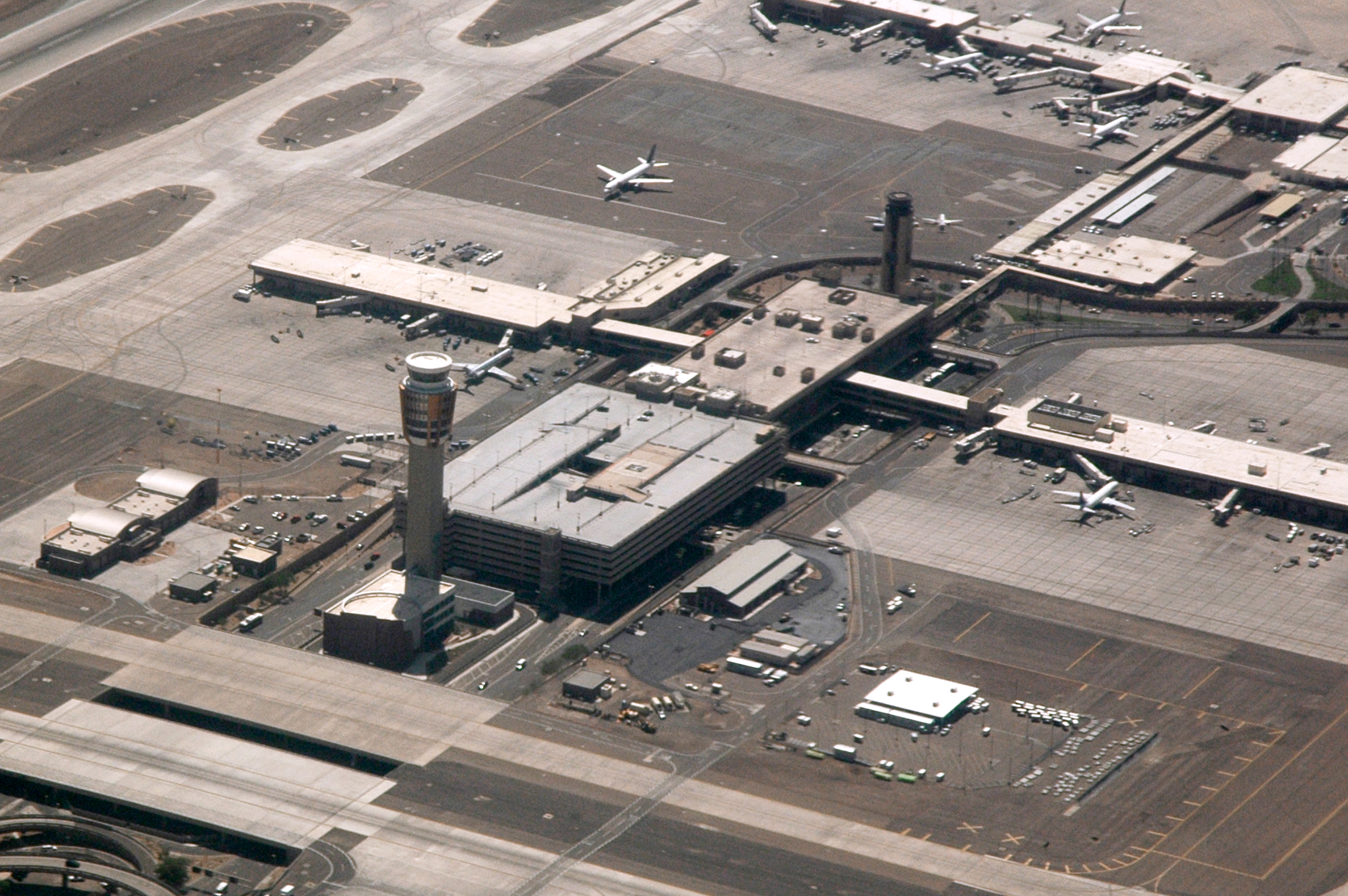
Vista aérea de la nueva torre de control en el primer plano, y la antigua torre de control en el fondo, con la Terminal 3 en el medio, viendo al suroeste.

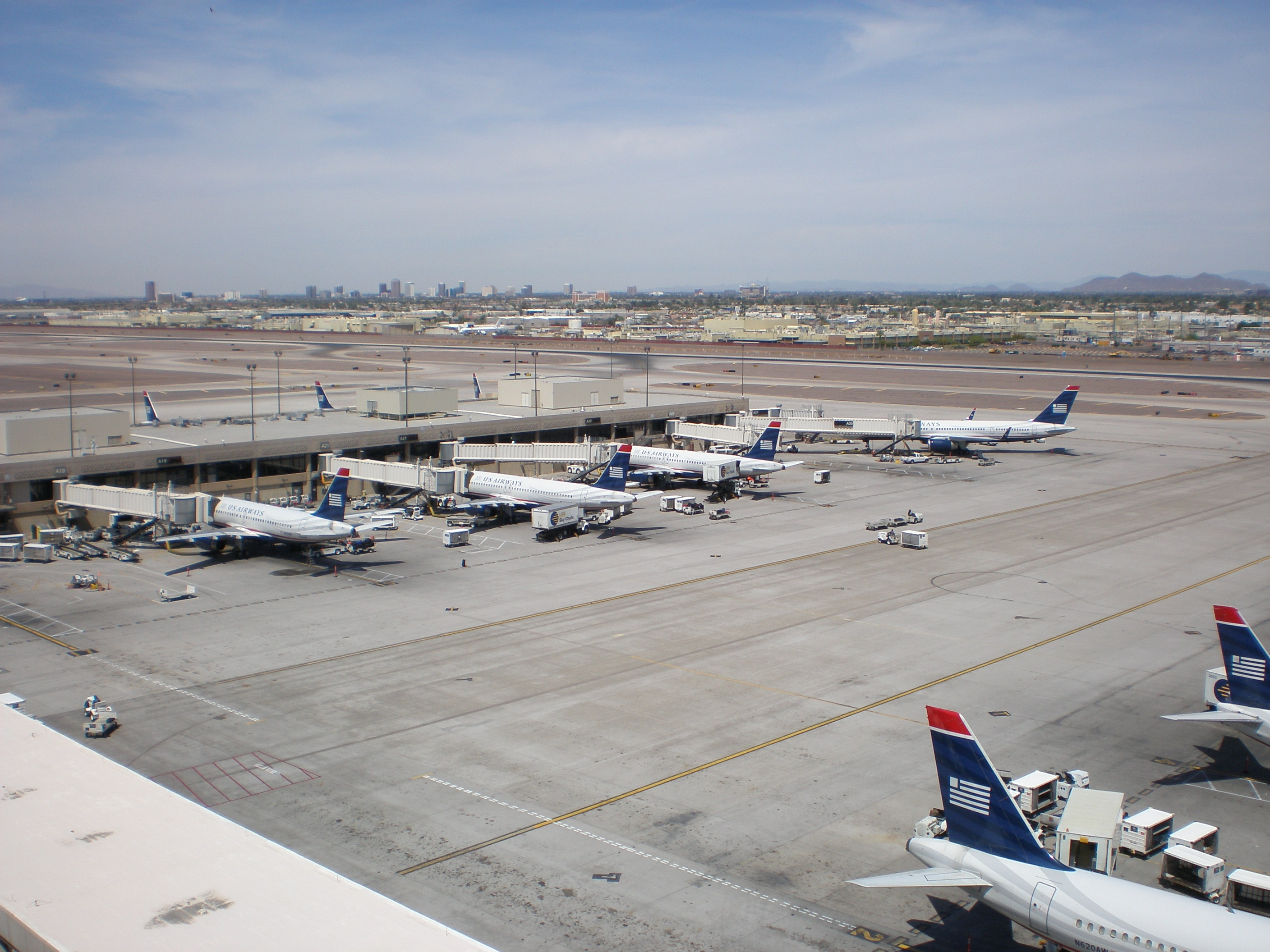
Varios aviones Airbus A320 de US Airways en la Sala A – Terminal 4.

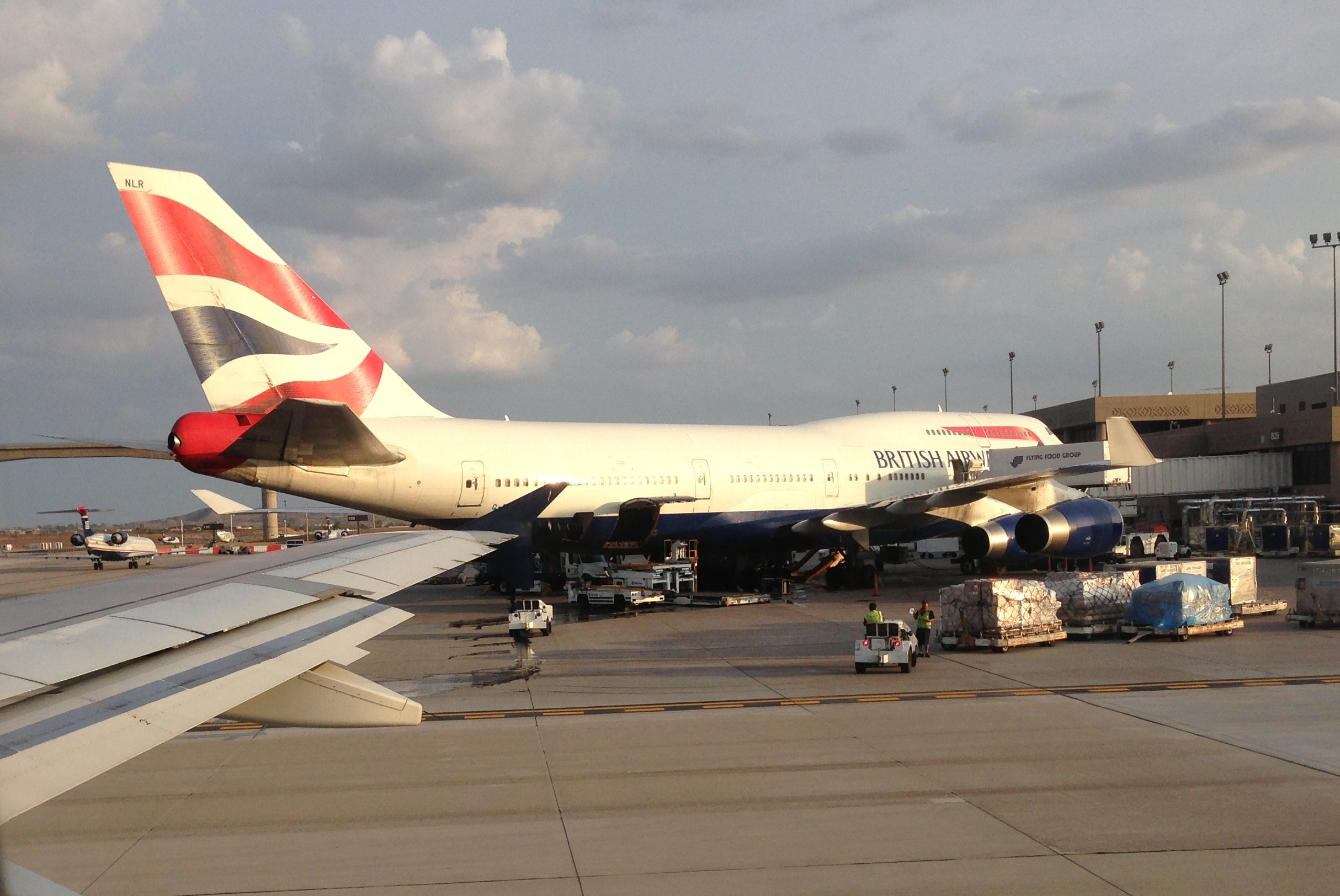
Un Boeing 747-400 de British Airways con destino a Londres-Heathrow desde la Terminal 4 del Sky Harbor.

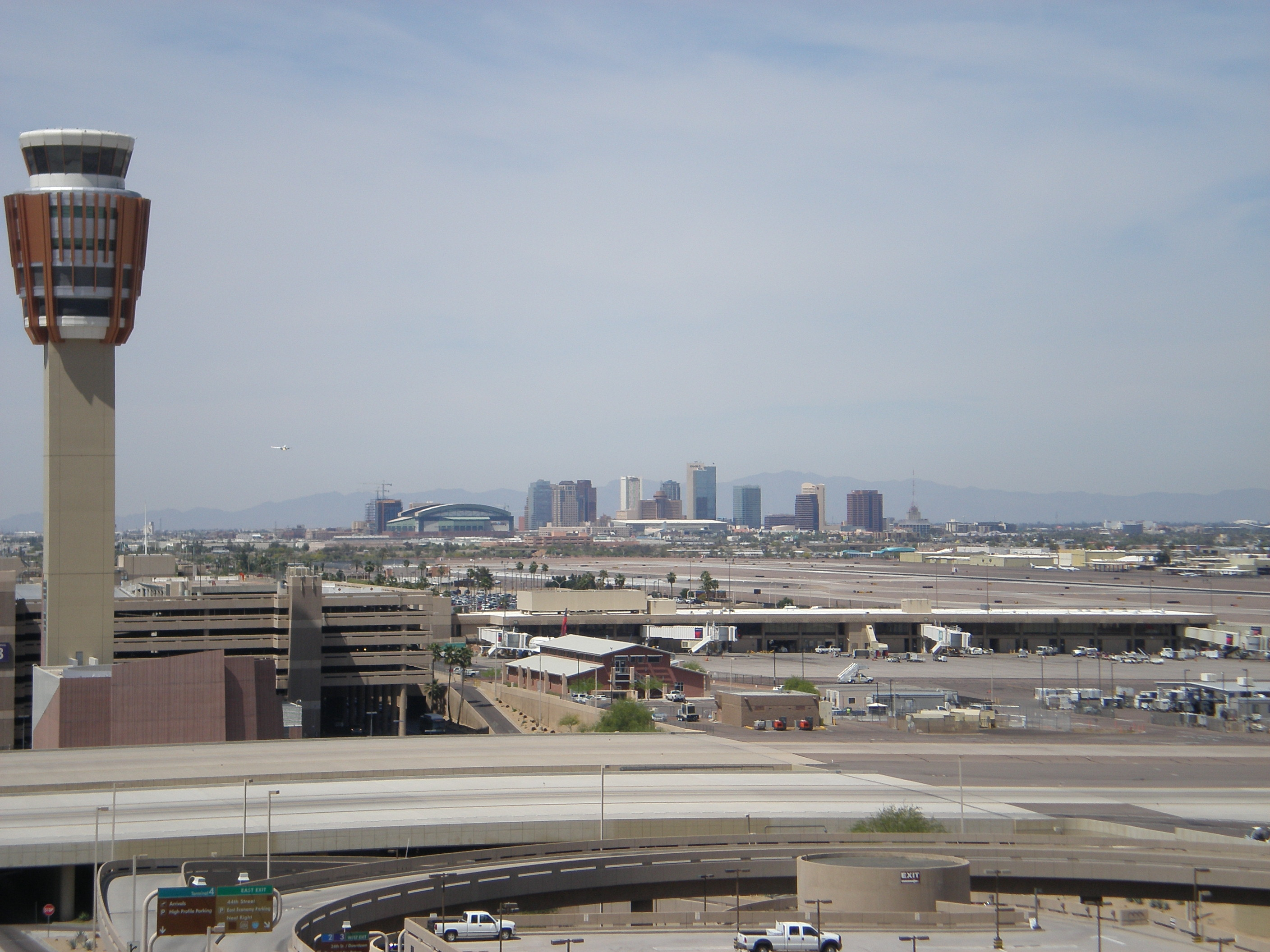
Torre de control del Sky Harbor con el centro de Phoenix en el fondo con un aterrizaje en la pista 8.

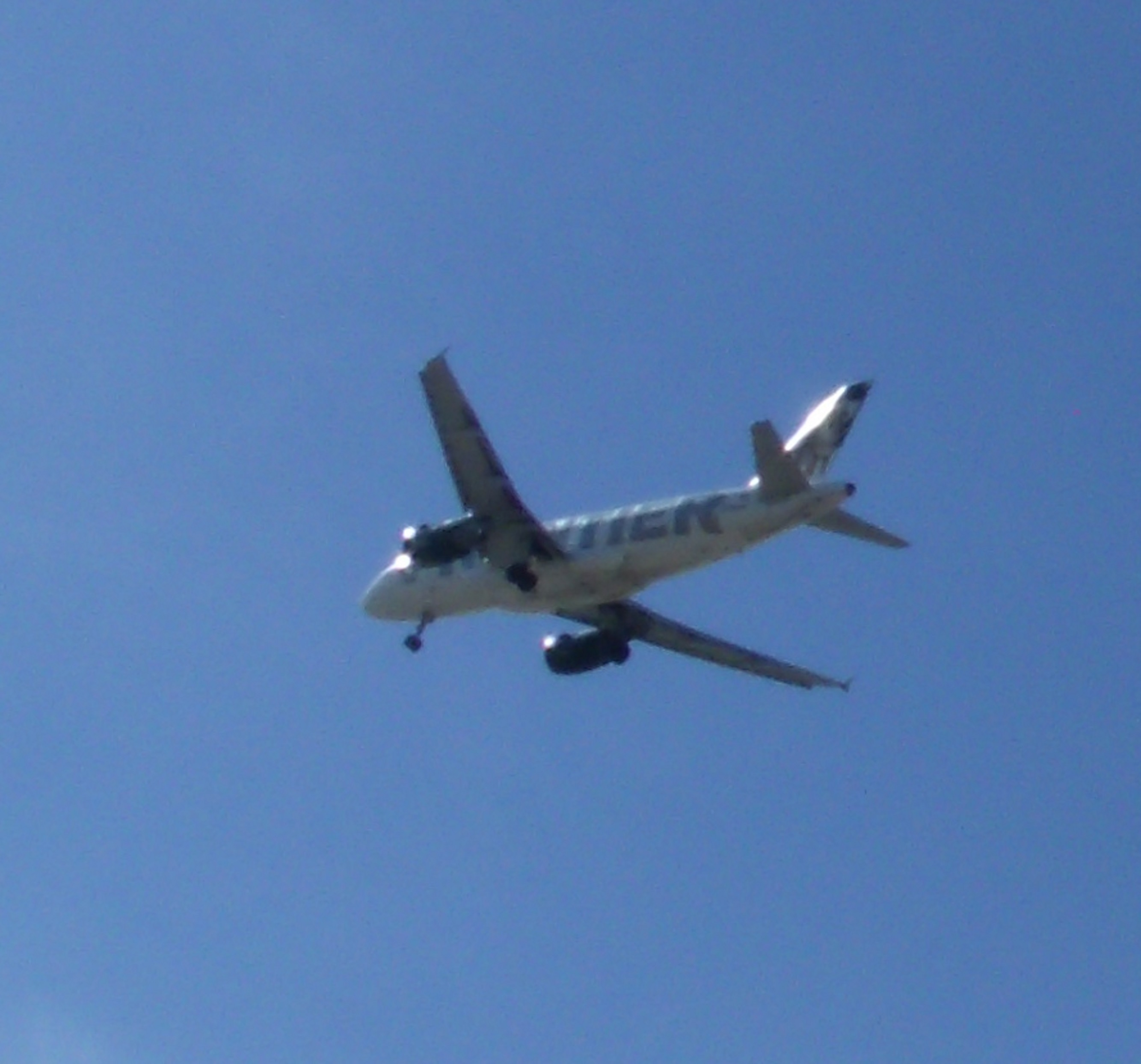
Un avión de Frontier Airlines aterrizando en el Aeropuerto Internacional de Phoenix-Sky Harbor.

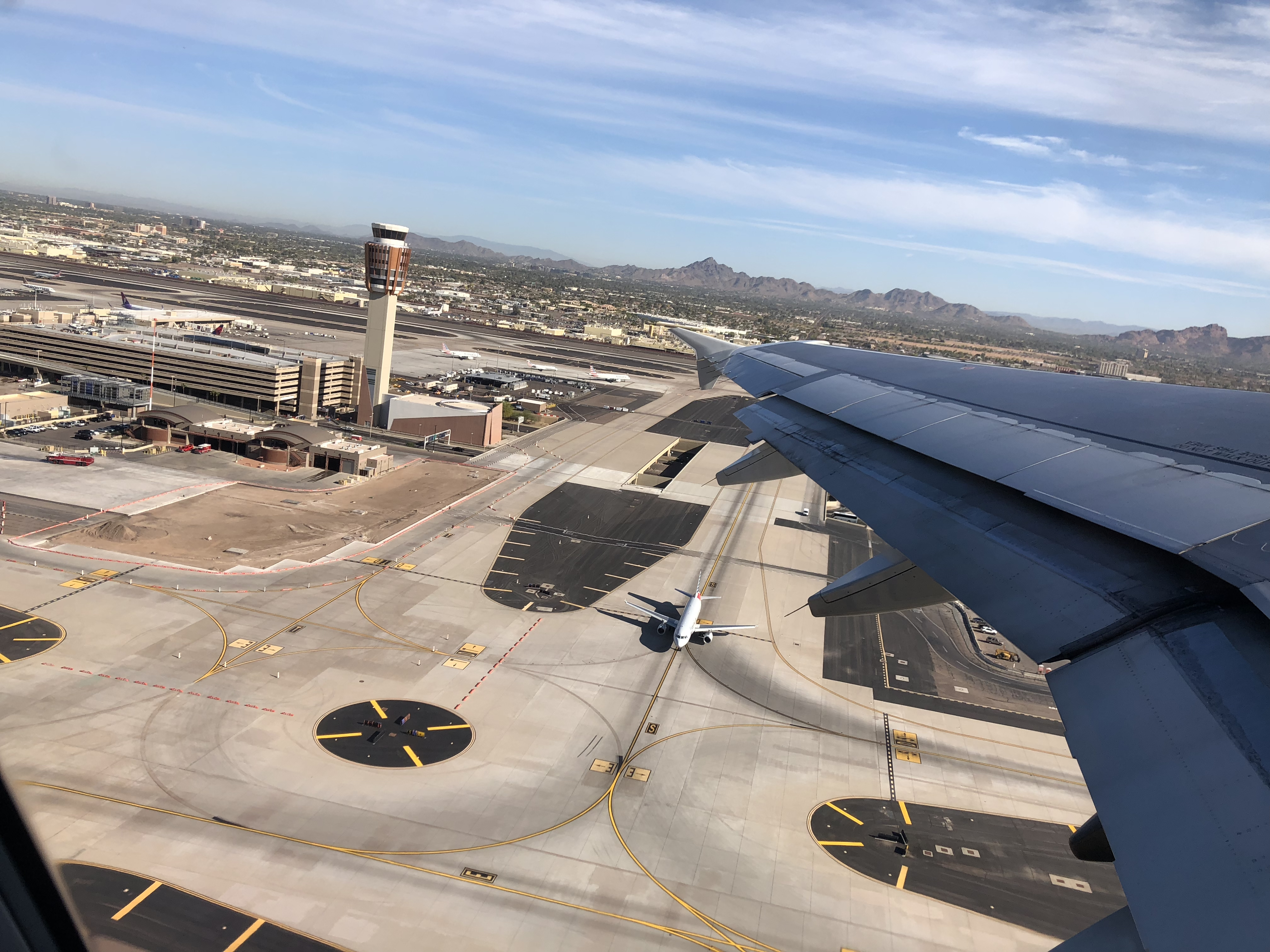
Vista aérea del aeropuerto.

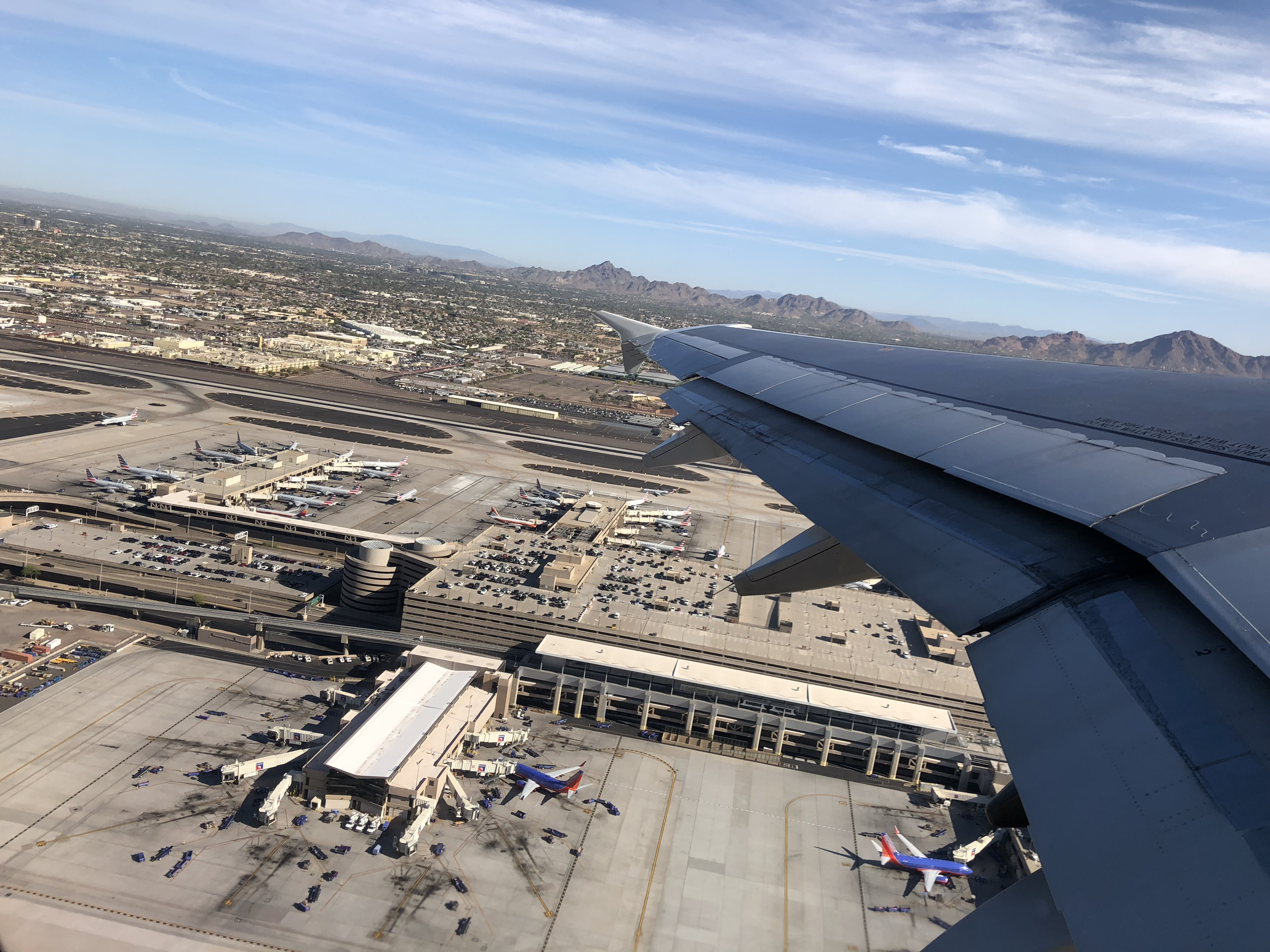
Vista aérea del aeropuerto.

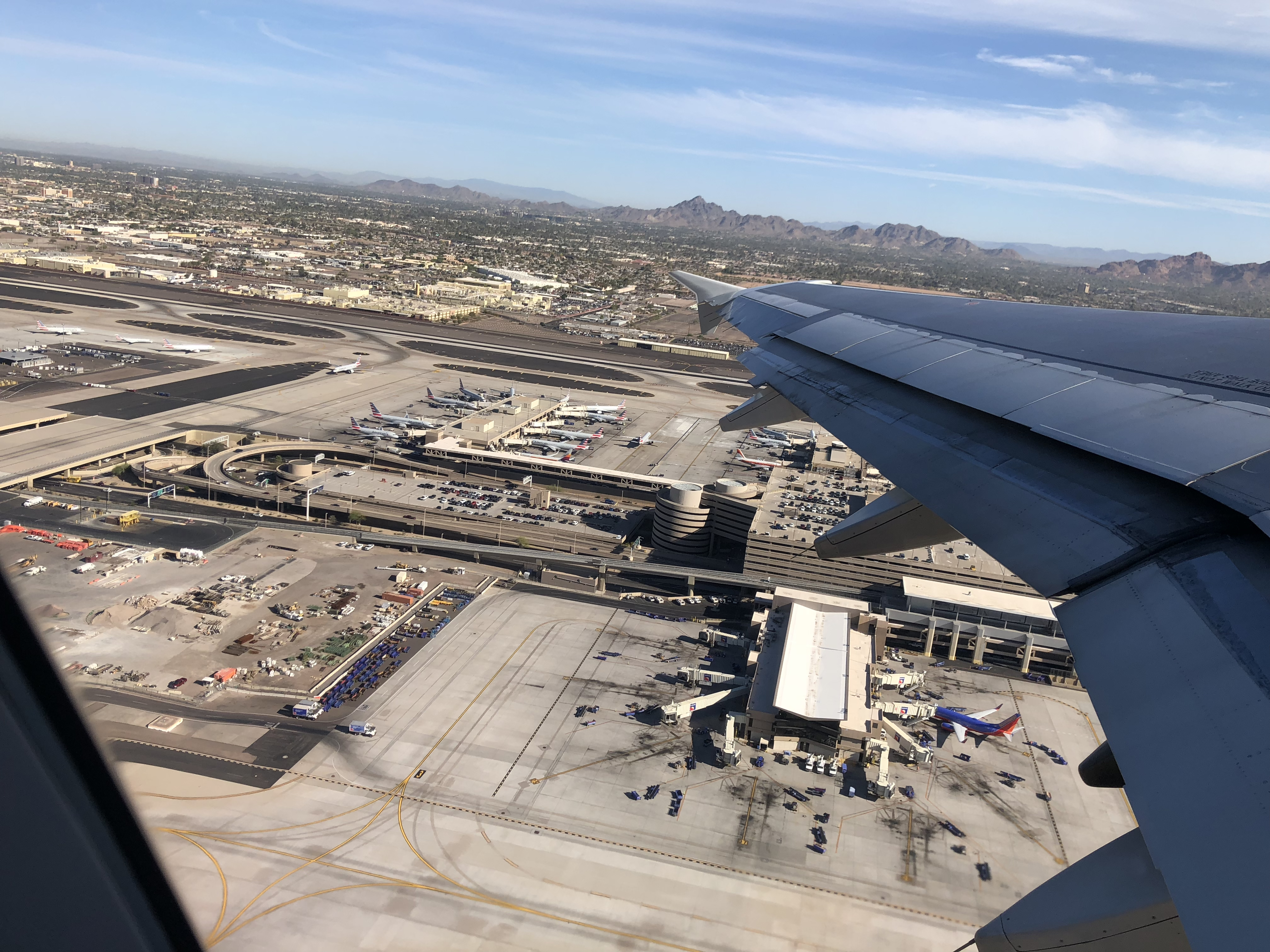
Vista aérea del aeropuerto.

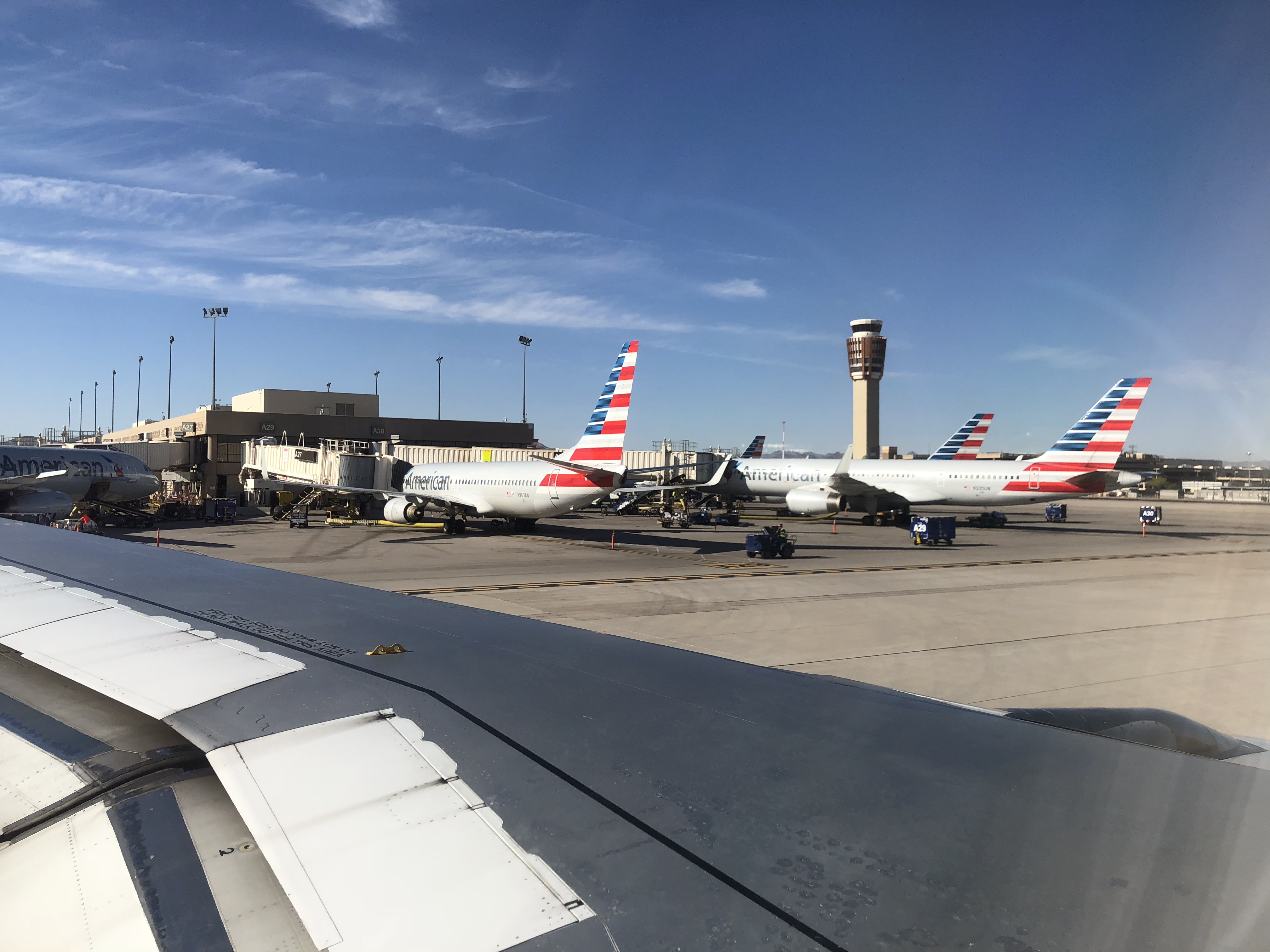
Aviones de American Airlines en el aeropuerto.

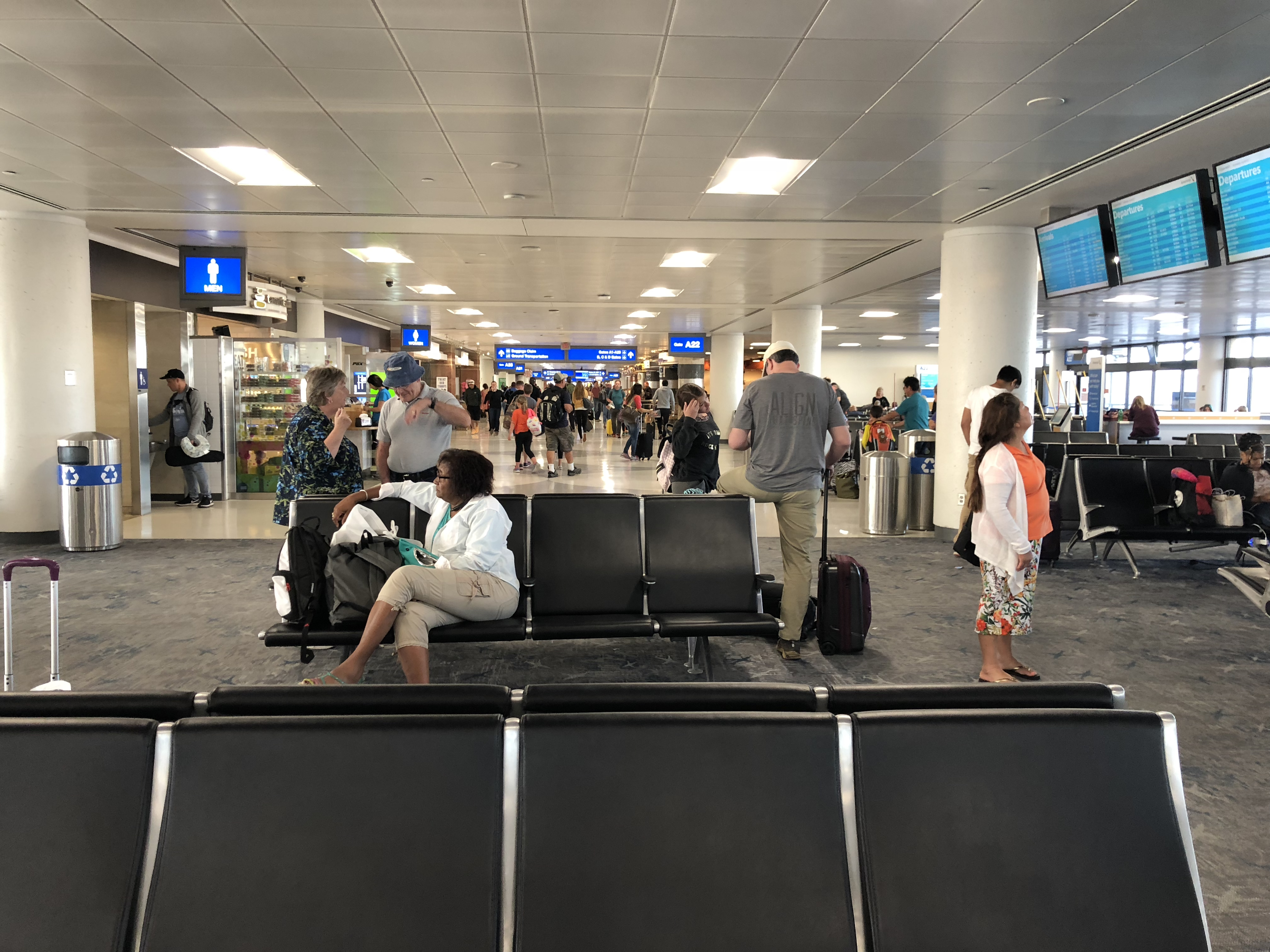
Sala de última espera de la Terminal 4 del aeropuerto.

El aeropuerto cuenta con 126 puertas para aviones en tres terminales (2, 3, 4). La administración del aeropuerto estableció que la designación de la Terminal 1 se ha "retirado", y que no deseaba volver a numerar las otras terminales ya que los pasajeros ya estaban familiarizados con los números en su lugar. Cuenta con conexión inalámbrica a internet gratuita en todas las terminales.

### Terminal 2
La Terminal 2 cuenta con 17 puertas (numeradas consecutivamente 1-15 y dos puertas con letras adicionales C y D) y tres plazas de estacionamiento. Fue diseñado por los estudios de arquitectura de Phoenix de Weaver & Drover y Lescher y Mahoney y abrió sus puertas en 1962. Esta terminal incluye un mural del artista franco-estadounidense Paul Coze. En noviembre de 2006, una sala de Hospitalidad Militares y Veteranos, patrocinado por la Military and Veterans Commission de Phoenix, fue inaugurada en la Terminal 2. Desde entonces se volvió a poner a la terminal 4 como el nuevo USO. Este terminal ha sido objeto de dos proyectos de renovación. La primera se completó en 1988. El segundo proyecto, que costó $24 millones de dólares y fue diseñado por DWL Architects + Planners, Inc., fue terminado en 2007.
Se espera que la Terminal 2 se cierre después de la finalización de la expansión de la Sala Sur de la Terminal 3. La expansión de la Sala Sur de la Terminal 3 sumará nueve puertas adicionales a la explanada, sustituyendo totalmente a la Terminal 2.

### Terminal 3
La Terminal 3 de 82,000 m² (880,000 pies cuadrados), de $35 millones de dólares diseñada por DWL Architects + Planners, Inc., empezó a construirse en enero de 1977 y abrió sus puertas en octubre de 1979 y cuenta con 23 puertas, separados en dos explanadas por un edificio central fuera de la seguridad. La sala sur alberga las puertas 1-14 (puerta 3 faltante) y la sala norte alberga las puertas 15-26 (las puertas 21 y 22 no existen). La terminal fue remodelada en 1997. Su único salón - Delta Crown Room Club - fue cerrado el 30 de abril de 2008.
Un futuro proyecto de construcción y renovación de tres partes combinará la Terminal 2 y la Terminal 3, y actualizará las instalaciones. La primera parte ampliará los controles de seguridad en ambos lados de la Terminal 3. La segunda parte proporcionará espacio adicional para la Terminal 3 Norte, ampliando el área de la acera, y separando el área de documentación y recogida de equipajes, pasando la documentación para el segundo nivel de la terminal mientras se amplía el área de reclamo de equipaje en el primer nivel. La tercera parte será una nueva Terminal 3 Sur con una terminal lineal de 15 puertas. Esto suspenderá todas las operaciones de la Terminal 2, ya que sería eliminada. Se espera que el proyecto comience en 2014 y se completará en 2020.

### Terminal 4 (Terminal Barry M. Goldwater)
La Terminal 4, también diseñada por DWL Architects + Planners, Inc., fue inaugurada en 1990 y cuenta con 86 puertas, divididos en siete salas de espera satélites conectadas después de seguridad. Las tres salas norte (puertas A1-A14, A17-A30, B1-B14 ) sirven los vuelos operados por American Airlines y American Eagle. La sala noreste "B" incluye las puertas internacionales con las instalaciones de Aduanas y Control de Fronteras para vuelos entrantes internacionales (B23-B28) que sirven a Air Canada Rouge, British Airways, Volaris, Westjet, American Airlines y American Eagle, las puertas B15-B22 sirven exclusivamente a American Airlines y American Eagle. Las tres salas sur (puertas C1-C10, C11-C20, D1-D8) sirven a Southwest Airlines exclusivamente. La Terminal 4 maneja cerca del 80% del tráfico en el aeropuerto.
La Terminal 4 mantiene el tema de la arquitectura brutalista del aeropuerto con un exterior de concreto y vigas de soporte inclinadas vistas en los niveles de transporte terrestre.
La terminal cuenta con un denso, pero muy eficiente diseño. Comenzando en la parte inferior, el nivel 1 contiene el reclamo de equipaje y transporte terrestre para los pasajeros que llegan así como autobuses. El nivel 2 contiene el área de dejada de pasajeros y mostradores de venta. El nivel 3 contiene el Control de Seguridad, opciones de restaurantes/tiendas de regalos y las terminales de pasajeros después de seguridad. El nivel 3 también contiene los accesos al PHX Sky Train (Transporte hectométrico) que van directamente a la estación de Sky Train. Los niveles 4 al 9 contienen estacionamiento accesible por ascensor. Para hacer este diseño eficiente, los vehículos pasan por una serie de rampas, curvas y rampas en espiral en el estacionamiento. Por ejemplo, los pasajeros salen a través de seguridad, por una escalera mecánica del nivel 3 al nivel 1, recogen su equipaje, y salen al transporte terrestre.

## Aerolíneas y destinos
British Airways cuenta con el único vuelo transatlántico del aeropuerto, con servicio directo a Londres-Heathrow, así como el único vuelo de pasajeros en un Boeing 747 en el aeropuerto. America West, alguna vez operó sus aviones Boeing 747 a Hawái y Japón desde el Sky Harbor, pero desde que esto terminó el servicio a Heathrow es el único fuera de América del Norte, a pesar de que American y Hawaiian Airlines ofrecen servicio sin escalas fuera de los Estados Unidos continentales a Hawái. American Airlines y Volaris ofrecen servicio sin escalas a ciudades en México y American Airlines, Air Canada y WestJet ofrecen servicio directo a partes de Canadá, mientras que American y de Alaska Airlines, ofrecen servicio directo a partes de Alaska. American Airlines también ofrece servicio a Centroamérica.
Mientras que Phoenix es uno de los aeropuertos más activos del mundo, la falta de destinos internacionales desde Phoenix ha iniciado el Programa de Marketing Desarrollo del servicio aéreo. El Departamento de Aviación está ofreciendo un programa de desarrollo de servicio aéreo internacional para fomentar un nuevo servicio aéreo entre el Aeropuerto Internacional de Phoenix-Sky Harbor(PHX) y destinos internacionales calificados, no atendidos. Las aerolíneas que lanzan nuevo servicio a la calificación, de mercados internacionales no atendidas durante el período del programa serán elegibles para reembolsos de marketing y las exenciones de cuotas de aterrizaje. El programa propuesto está abierto a todas las compañías aéreas. Para tener derecho a los fondos la línea aérea debe mantener al menos tres nuevos viajes redondos semanales durante un año consecutivo. Se otorgará hasta $1 millón de dólares, en función de la frecuencia y del destino. Además de las rutas intercontinentales, también financiarán aerolíneas que aumentan o crean nuevos vuelos a destinos en América del Norte como la Ciudad de México, Toronto y Boston, entre otros.
La estrategia comenzó a dar sus frutos cuando, el 22 de junio de 2017, Condor anunció que comenzaría a volar a Phoenix durante 2018, marcando el regreso de una aerolínea alemana al Sky Harbor.

### Pasajeros
Nota: Todas la llegadas internacionales son atendidas en la Terminal 4, Sala B.
| Aerolíneas               | Destinos | Terminal-Sala |
| ------------------------ | --- | ------------- |
| Advanced Air             | Carlsbad (NM), Gallup, Silver City | 3 - Sur       |
| Aeroméxico               | Ciudad de México | 4 - B         |
| Air Canada               | Vancouver Estacional: Montreal–Trudeau, Toronto–Pearson | 3 - Norte     |
| Air Canada Express       | Estacional: Vancouver | 3 - Norte     |
| Air Canada Rouge         | Montreal–Trudeau Estacional: Toronto–Pearson | 3 - Norte     |
| Air France               | París–Charles de Gaulle | 4 - B         |
| Alaska Airlines          | Anchorage, Boise, Everett, Portland (OR), San Diego, Seattle/Tacoma Estacional: San Francisco | 3 - Norte     |
| Allegiant Air            | Asheville, Knoxville, Pittsburgh, Stockton | 3 - Norte     |
| American Airlines        | Albuquerque, Atlanta, Austin, Bakersfield, Boston, Cancún, Charlotte, Chicago-O'Hare, Cincinnati, Ciudad de México, Columbus-Glenn, Dallas/Fort Worth, Denver, Des Moines, Detroit, El Paso, Eugene, Filadelfia, Fresno, Honolulu, Houston-Intercontinental, Indianápolis, Jacksonville (FL), Kahului, Kailua-Kona, Kansas City, Las Vegas, Lihue, Los Ángeles, Madison, Mazatlán, Memphis, Miami, Milwaukee, Mineápolis/St. Paul, Nashville, Newark, Nueva Orleans, Nueva York-JFK, Omaha, Ontario, Orange County, Orlando, Palm Springs, Pittsburgh, Portland (OR), Puerto Vallarta, Raleigh/Durham, Reno/Tahoe, Sacramento, Salt Lake City, San Antonio, San Diego, San Francisco, San José (CA), San José del Cabo, San Luis, Santa Rosa, Spokane, Tampa, Washington-National Estacional: Boise, Burbank, Cleveland, Fort Lauderdale (reinicia el 18 de diciembre de 2025), Fort Myers (inicia el 20 de noviembre de 2025), Grand Rapids, Londres–Heathrow, Monterey, San Luis Obispo, Santa Bárbara, Seattle/Tacoma, Tucson | 4 - A, B      |
| American Eagle           | Albuquerque, Bakersfield, Boise, Burbank, Cedar Rapids/Iowa City, Denver, Des Moines, Durango (CO), El Paso, Fayetteville/Bentonville, Flagstaff, Fresno, Grand Junction, Guadalajara, Hermosillo, Houston–Intercontinental, Ixtapa/Zihuatanejo, Kansas City, Little Rock (inicia el 6 de octubre de 2025), Loreto, Lubbock, Mazatlán, Medford, Memphis, Midland/Odessa, Monterey, Monterrey, Oklahoma City, Omaha, Ontario, Palm Springs, Provo, Redmond/Bend, Reno/Tahoe, Sacramento, Salt Lake City, San Diego/Carlsbad, San Francisco, San José (CA), San Luis Obispo, Santa Bárbara, Santa Fe, Santa Maria (CA) (inicia el 15 de octubre de 2025), Santa Rosa, Seattle/Tacoma, Sioux Falls, St. George (UT), Tijuana, Tri-Cities (WA), Tucson, Tulsa, Wichita, Yuma Estacional: Appleton, Aspen, Billings, Eagle/Vail, Eugene, Fargo, Idaho Falls, Manzanillo, Sun Valley (inicia el 18 de diciembre de 2025) | 4 - A, B      |
| Breeze Airways           | Provo Estacional: Hartford, Norfolk, Richmond | 3 - Norte     |
| British Airways          | Londres-Heathrow | 4 - B         |
| China Airlines           | Taipéi–Taoyuan (inicia el 3 de diciembre de 2025) | ASA           |
| Contour Airlines         | Moab, Page, Show Low, Vernal | 3 - Sur       |
| Delta Air Lines          | Atlanta, Boston, Detroit, Mineápolis/St. Paul, Nueva York-JFK, Salt Lake City, Seattle/Tacoma | 3 - Sur       |
| Delta Connection         | Los Ángeles | 3 - Sur       |
| Denver Air Connection    | Cortez, Telluride (CO) | 3 - Sur       |
| Frontier Airlines        | Atlanta, Austin, Chicago–Midway, Chicago-O'Hare, Cincinnati, Cleveland, Dallas/Fort Worth, Denver, Detroit, Everett, Houston–Intercontinental, Las Vegas, Los Ángeles, Mineápolis/St. Paul, Orange County, Portland (OR), Salt Lake City, San Antonio (inicia el 10 de octubre de 2025), San Diego, San Francisco, San José (CA), San José del Cabo, Seattle/Tacoma Estacional: Orlando | 3 - Sur       |
| Grand Canyon Airlines    | Safford |               |
| Hawaiian Airlines        | Honolulu | 3 - Norte     |
| JetBlue Airways          | Fort Lauderdale, Nueva York-JFK Estacional: Boston | 3 - Sur       |
| Porter Airlines          | Toronto–Pearson | 3 - Norte     |
| Southern Airways Express | Imperial/El Centro | 3 - Sur       |
| Southwest Airlines       | Albuquerque, Atlanta, Austin, Baltimore, Birmingham (AL), Boise, Búfalo, Burbank, Cancún, Chicago-Midway, Chicago–O'Hare, Cleveland, Colorado Springs, Columbus-Glenn, Dallas-Love, Denver, Des Moines, Detroit, El Paso, Honolulu, Houston-Hobby, Indianápolis, Kahului, Kansas City, Las Vegas, Long Beach, Los Ángeles, Louisville, Memphis, Milwaukee, Mineápolis/St. Paul, Nashville, Nueva Orleans, Oakland, Oklahoma City, Omaha, Ontario, Orange County, Orlando, Pittsburgh, Portland (OR), Puerto Vallarta, Raleigh-Durham, Reno/Tahoe, Sacramento, Salt Lake City, San Antonio, San Diego, San Francisco, San José (CA), San José del Cabo, San Luis, Santa Barbara, Seattle/Tacoma, Spokane, Tampa, Tulsa, Washington–Dulles, Wichita Estacional: Cincinnati, Fort Lauderdale, Little Rock | 4 - C, D      |
| Spirit Airlines          | Detroit Estacional: Fort Lauderdale | 3 - Sur       |
| StarLux Airlines         | Taipéi–Taoyuan (inicia el 15 de enero de 2026) | ASA           |
| Sun Country Airlines     | Mineápolis/St. Paul Estacional: Madison, Milwaukee | 3 - Sur       |
| United Airlines          | Chicago-O'Hare, Denver, Houston-Intercontinental, Los Ángeles, Newark, San Francisco, Washington-Dulles | 3 - Norte     |
| United Express           | Houston-Intercontinental, Los Ángeles | 3 - Norte     |
| Volaris                  | Culiacán, Guadalajara | 4 - B         |
| WestJet                  | Calgary, Edmonton, Vancouver Estacional: Kelowna, Regina, Saskatoon, Winnipeg | 4 - B         |

Notas
1. ↑  El vuelo de China Airlines de Phoenix a Taipéi hace escala en Los Ángeles. Sin embargo, la aerolínea no tiene derechos de octava libertad para transportar pasajeros únicamente de Phoenix a Los Ángeles.

### Carga
| Aerolíneas         | Destinos |
| ------------------ | --- |
| Air Cargo Carriers | Las Vegas, Tucson |
| Amazon Air         | Allentown, Chicago-O'Hare, Chicago-Rockford, Cincinnati, Fort Worth, Lakeland, Portland (OR), Tampa, Wilmington (OH) |
| Ameriflight        | Albuquerque, Hermosillo, Lake Havasu City, Nogales, Payson, Prescott, Sierra Vista, Show Low, Tucson, Yuma           |
| DHL Aviation       | Cincinnati, Hermosillo, Los Ángeles, Reno/Tahoe, San Diego                                                           |
| FedEx Express      | Indianápolis, Los Ángeles, Memphis, Oakland                                                                          |
| FedEx Feeder       | Flagstaff, Lake Havasu City, Yuma                                                                                    |
| UPS Airlines       | Albuquerque, Chicago-Rockford, Dallas/Fort Worth, Denver, Louisville, Lubbock, Ontario, Salt Lake City               |

### Destinos nacionales
Se brinda servicio a 125 ciudades dentro del país a cargo de 22 aerolíneas.
| Destinos nacionales del Aeropuerto de Phoenix PHX ABQ ANC ATW AVL ASE ATL AUS BFL BWI BIL BHM BOI BOS BUF BUR CNM CID CLT ORD MDW CVG CLE CMH COS CEZ DFW DAL DSM DTW DEN DRO EGE ELP EUG FAR PAE XNA PHL FLG FLL RSW FAT GUP GRR GJT HNL IAH HOU IDA IPL IND JAX OGG MCI KOA TYS LAS LIH LIT LGB LAX SDF LBB MFR MSN MEM MIA MAF MKE MSP CNY MRY BNA EWR ORF MSY JFK OAK OKC OMA ONT SNA MCO PGA PSP PIT PDX PVU RDU RIC RDM RNO BDL SMF SAD SLC SAT SAN CLD SFO SJC STL SBP SBA SAF SMX STS SEA SOW SVC FSD GEG SGU SCK SUN TPA TEX PSC TUS TUL VEL DCA IAD ICT YUM | Destinos nacionales del Aeropuerto de Phoenix PHX ABQ ANC ATW AVL ASE ATL AUS BFL BWI BIL BHM BOI BOS BUF BUR CNM CID CLT ORD MDW CVG CLE CMH COS CEZ DFW DAL DSM DTW DEN DRO EGE ELP EUG FAR PAE XNA PHL FLG FLL RSW FAT GUP GRR GJT HNL IAH HOU IDA IPL IND JAX OGG MCI KOA TYS LAS LIH LIT LGB LAX SDF LBB MFR MSN MEM MIA MAF MKE MSP CNY MRY BNA EWR ORF MSY JFK OAK OKC OMA ONT SNA MCO PGA PSP PIT PDX PVU RDU RIC RDM RNO BDL SMF SAD SLC SAT SAN CLD SFO SJC STL SBP SBA SAF SMX STS SEA SOW SVC FSD GEG SGU SCK SUN TPA TEX PSC TUS TUL VEL DCA IAD ICT YUM | Destinos nacionales del Aeropuerto de Phoenix PHX ABQ ANC ATW AVL ASE ATL AUS BFL BWI BIL BHM BOI BOS BUF BUR CNM CID CLT ORD MDW CVG CLE CMH COS CEZ DFW DAL DSM DTW DEN DRO EGE ELP EUG FAR PAE XNA PHL FLG FLL RSW FAT GUP GRR GJT HNL IAH HOU IDA IPL IND JAX OGG MCI KOA TYS LAS LIH LIT LGB LAX SDF LBB MFR MSN MEM MIA MAF MKE MSP CNY MRY BNA EWR ORF MSY JFK OAK OKC OMA ONT SNA MCO PGA PSP PIT PDX PVU RDU RIC RDM RNO BDL SMF SAD SLC SAT SAN CLD SFO SJC STL SBP SBA SAF SMX STS SEA SOW SVC FSD GEG SGU SCK SUN TPA TEX PSC TUS TUL VEL DCA IAD ICT YUM | Destinos nacionales del Aeropuerto de Phoenix PHX ABQ ANC ATW AVL ASE ATL AUS BFL BWI BIL BHM BOI BOS BUF BUR CNM CID CLT ORD MDW CVG CLE CMH COS CEZ DFW DAL DSM DTW DEN DRO EGE ELP EUG FAR PAE XNA PHL FLG FLL RSW FAT GUP GRR GJT HNL IAH HOU IDA IPL IND JAX OGG MCI KOA TYS LAS LIH LIT LGB LAX SDF LBB MFR MSN MEM MIA MAF MKE MSP CNY MRY BNA EWR ORF MSY JFK OAK OKC OMA ONT SNA MCO PGA PSP PIT PDX PVU RDU RIC RDM RNO BDL SMF SAD SLC SAT SAN CLD SFO SJC STL SBP SBA SAF SMX STS SEA SOW SVC FSD GEG SGU SCK SUN TPA TEX PSC TUS TUL VEL DCA IAD ICT YUM | Destinos nacionales del Aeropuerto de Phoenix PHX ABQ ANC ATW AVL ASE ATL AUS BFL BWI BIL BHM BOI BOS BUF BUR CNM CID CLT ORD MDW CVG CLE CMH COS CEZ DFW DAL DSM DTW DEN DRO EGE ELP EUG FAR PAE XNA PHL FLG FLL RSW FAT GUP GRR GJT HNL IAH HOU IDA IPL IND JAX OGG MCI KOA TYS LAS LIH LIT LGB LAX SDF LBB MFR MSN MEM MIA MAF MKE MSP CNY MRY BNA EWR ORF MSY JFK OAK OKC OMA ONT SNA MCO PGA PSP PIT PDX PVU RDU RIC RDM RNO BDL SMF SAD SLC SAT SAN CLD SFO SJC STL SBP SBA SAF SMX STS SEA SOW SVC FSD GEG SGU SCK SUN TPA TEX PSC TUS TUL VEL DCA IAD ICT YUM | Destinos nacionales del Aeropuerto de Phoenix PHX ABQ ANC ATW AVL ASE ATL AUS BFL BWI BIL BHM BOI BOS BUF BUR CNM CID CLT ORD MDW CVG CLE CMH COS CEZ DFW DAL DSM DTW DEN DRO EGE ELP EUG FAR PAE XNA PHL FLG FLL RSW FAT GUP GRR GJT HNL IAH HOU IDA IPL IND JAX OGG MCI KOA TYS LAS LIH LIT LGB LAX SDF LBB MFR MSN MEM MIA MAF MKE MSP CNY MRY BNA EWR ORF MSY JFK OAK OKC OMA ONT SNA MCO PGA PSP PIT PDX PVU RDU RIC RDM RNO BDL SMF SAD SLC SAT SAN CLD SFO SJC STL SBP SBA SAF SMX STS SEA SOW SVC FSD GEG SGU SCK SUN TPA TEX PSC TUS TUL VEL DCA IAD ICT YUM | Destinos nacionales del Aeropuerto de Phoenix PHX ABQ ANC ATW AVL ASE ATL AUS BFL BWI BIL BHM BOI BOS BUF BUR CNM CID CLT ORD MDW CVG CLE CMH COS CEZ DFW DAL DSM DTW DEN DRO EGE ELP EUG FAR PAE XNA PHL FLG FLL RSW FAT GUP GRR GJT HNL IAH HOU IDA IPL IND JAX OGG MCI KOA TYS LAS LIH LIT LGB LAX SDF LBB MFR MSN MEM MIA MAF MKE MSP CNY MRY BNA EWR ORF MSY JFK OAK OKC OMA ONT SNA MCO PGA PSP PIT PDX PVU RDU RIC RDM RNO BDL SMF SAD SLC SAT SAN CLD SFO SJC STL SBP SBA SAF SMX STS SEA SOW SVC FSD GEG SGU SCK SUN TPA TEX PSC TUS TUL VEL DCA IAD ICT YUM | Destinos nacionales del Aeropuerto de Phoenix PHX ABQ ANC ATW AVL ASE ATL AUS BFL BWI BIL BHM BOI BOS BUF BUR CNM CID CLT ORD MDW CVG CLE CMH COS CEZ DFW DAL DSM DTW DEN DRO EGE ELP EUG FAR PAE XNA PHL FLG FLL RSW FAT GUP GRR GJT HNL IAH HOU IDA IPL IND JAX OGG MCI KOA TYS LAS LIH LIT LGB LAX SDF LBB MFR MSN MEM MIA MAF MKE MSP CNY MRY BNA EWR ORF MSY JFK OAK OKC OMA ONT SNA MCO PGA PSP PIT PDX PVU RDU RIC RDM RNO BDL SMF SAD SLC SAT SAN CLD SFO SJC STL SBP SBA SAF SMX STS SEA SOW SVC FSD GEG SGU SCK SUN TPA TEX PSC TUS TUL VEL DCA IAD ICT YUM | Destinos nacionales del Aeropuerto de Phoenix PHX ABQ ANC ATW AVL ASE ATL AUS BFL BWI BIL BHM BOI BOS BUF BUR CNM CID CLT ORD MDW CVG CLE CMH COS CEZ DFW DAL DSM DTW DEN DRO EGE ELP EUG FAR PAE XNA PHL FLG FLL RSW FAT GUP GRR GJT HNL IAH HOU IDA IPL IND JAX OGG MCI KOA TYS LAS LIH LIT LGB LAX SDF LBB MFR MSN MEM MIA MAF MKE MSP CNY MRY BNA EWR ORF MSY JFK OAK OKC OMA ONT SNA MCO PGA PSP PIT PDX PVU RDU RIC RDM RNO BDL SMF SAD SLC SAT SAN CLD SFO SJC STL SBP SBA SAF SMX STS SEA SOW SVC FSD GEG SGU SCK SUN TPA TEX PSC TUS TUL VEL DCA IAD ICT YUM | Destinos nacionales del Aeropuerto de Phoenix PHX ABQ ANC ATW AVL ASE ATL AUS BFL BWI BIL BHM BOI BOS BUF BUR CNM CID CLT ORD MDW CVG CLE CMH COS CEZ DFW DAL DSM DTW DEN DRO EGE ELP EUG FAR PAE XNA PHL FLG FLL RSW FAT GUP GRR GJT HNL IAH HOU IDA IPL IND JAX OGG MCI KOA TYS LAS LIH LIT LGB LAX SDF LBB MFR MSN MEM MIA MAF MKE MSP CNY MRY BNA EWR ORF MSY JFK OAK OKC OMA ONT SNA MCO PGA PSP PIT PDX PVU RDU RIC RDM RNO BDL SMF SAD SLC SAT SAN CLD SFO SJC STL SBP SBA SAF SMX STS SEA SOW SVC FSD GEG SGU SCK SUN TPA TEX PSC TUS TUL VEL DCA IAD ICT YUM |
| Destinos | American Airlines | Southwest Airlines | Frontier Airlines | Delta Air Lines | United Airlines | Alaska Airlines | Otra | # | |
| --- | --- | --- | --- | --- | --- | --- | --- | --- | --- |
| Albuquerque (ABQ) | • | • | | | | | | 2 | |
| Anchorage (ANC) | | | | | | • | | 1 | |
| Appleton (ATW) | • | | | | | | | 1 | |
| Asheville (AVL) | | | | | | | Allegiant Air | 1 | |
| Aspen (ASE) | • | | | | | | | 1 | |
| Atlanta (ATL) | • | • | • | • | | | | 4 | |
| Austin (AUS) | • | • | • | | | | | 2 | |
| Bakersfield (BFL) | • | | | | | | | 1 | |
| Baltimore (BWI) | | • | | | | | | 1 | |
| Billings (BIL) | • | | | | | | | 1 | |
| Birmingham (BHM) | | • | | | | | | 1 | |
| Boise (BOI) | • | • | | | | • | | 3 | |
| Boston (BOS) | • | | | • | | | JetBlue Airways | 3 | |
| Búfalo (BUF) | | • | | | | | | 1 | |
| Burbank (BUR) | • | • | | | | | | 2 | |
| Carlsbad (CNM) | | | | | | | Advanced Air | 1 | |
| Cedar Rapids (CID) | • | | | | | | | 1 | |
| Charlotte (CLT) | • | | | | | | | 1 | |
| Chicago (ORD) | • | • | • | | • | | | 4 | |
| Chicago (MDW) | | • | • | | | | | 2 | |
| Cincinnati (CVG) | • | • | • | | | | | 3 | |
| Cleveland (CLE) | • | • | • | | | | | 3 | |
| Colorado Springs (COS) | | • | | | | | | 1 | |
| Columbus (CMH) | • | • | | | | | | 2 | |
| Cortez (CEZ) | | | | | | | Denver Air Connection | 1 | |
| Dallas (DFW) | • | | • | | | | | 2 | |
| Dallas (DAL) | | • | | | | | | 1 | |
| Denver (DEN) | • | • | • | | • | | | 4 | |
| Des Moines (DSM) | • | • | | | | | | 2 | |
| Detroit (DTW) | • | • | • | • | | | Spirit Airlines | 5 | |
| Durango (DRO) | • | | | | | | | 1 | |
| Eagle (EGE) | • | | | | | | | 1 | |
| El Paso (ELP) | • | • | | | | | | 2 | |
| Eugene (EUG) | • | | | | | | | 1 | |
| Everett (PAE) | | | • | | | • | | 1 | |
| Fargo (FAR) | • | | | | | | | 1 | |
| Fayetteville (XNA) | • | | | | | | | 1 | |
| Filadelfia (PHL) | • | | | | | | | 1 | |
| Flagstaf (FLG) | • | | | | | | | 1 | |
| Fort Lauderdale (FLL) | • | • | | | | | JetBlue Airways / Spirit Airlines | 4 | |
| Fort Myers (RSW) | • | | | | | | | 1 | |
| Fresno (FAT) | • | | | | | | | 1 | |
| Gallup (GUP) | | | | | | | Advanced Air | 1 | |
| Grand Junction (GJT) | • | | | | | | | 1 | |
| Grand Rapids (GRR) | • | | | | | | | 1 | |
| Hartford (BDL) | | | | | | | Breeze Airways | 1 | |
| Honolulu (HNL) | • | • | | | | | Hawaiian Airlines | 3 | |
| Houston (IAH) | • | | | | • | | | 2 | |
| Houston (HOU) | | • | | | | | | 1 | |
| Idaho Falls (IDA) | • | | | | | | | 1 | |
| Imperial (IPL) | | | | | | | Southern Airways Express | 1 | |
| Indianápolis (IND) | • | • | | | | | | 2 | |
| Jacksonville (JAX) | • | | | | | | | 1 | |
| Kahului (OGG) | • | • | | | | | | 2 | |
| Kansas City (MCI) | • | • | | | | | | 2 | |
| Kailua (KOA) | • | | | | | | | 1 | |
| Knoxville (TYS) | | | | | | | Allegiant Air | 1 | |
| Las Vegas (LAS) | • | • | • | | | | | 3 | |
| Lihue (LIH) | • | | | | | | | 1 | |
| Little Rock (LIT) | • | • | | | | | | 2 | |
| Long Beach (LGB) | | • | | | | | | 1 | |
| Los Ángeles (LAX) | • | • | • | • | • | | | 5 | |
| Louisville (SDF) | | • | | | | | | 1 | |
| Lubbock (LBB) | • | | | | | | | 1 | |
| Madison (MSN) | • | | | | | | Sun Country Airlines | 2 | |
| Medford (MFR) | • | | | | | | | 1 | |
| Memphis (MEM) | • | • | | | | | | 2 | |
| Miami (MIA) | • | | | | | | | 1 | |
| Midland (MAF) | • | | | | | | | 1 | |
| Milwaukee (MKE) | • | • | | | | | Sun Country Airlines | 3 | |
| Mineápolis (MSP) | • | • | • | • | | | Sun Country Airlines | 5 | |
| Moab (CNY) | | | | | | | Contour Airlines | 1 | |
| Monterey (MRY) | • | | | | | | | 1 | |
| Nashville (BNA) | • | • | | | | | | 2 | |
| Newark (EWR) | • | | | | • | | | 2 | |
| Norfolk (ORF) | | | | | | | Breeze Airways | 1 | |
| Nueva Orleans (MSY) | • | • | | | | | | 2 | |
| Nueva York (JFK) | • | | | • | | | JetBlue Airways | 3 | |
| Oakland (OAK) | | • | | | | | | 1 | |
| Oklahoma City (OKC) | • | • | | | | | | 2 | |
| Omaha (OMA) | • | • | | | | | | 2 | |
| Ontario (ONT) | • | • | | | | | | 2 | |
| Orange County (SNA) | • | • | • | | | | | 3 | |
| Orlando (MCO) | • | • | • | | | | | 3 | |
| Page (PGA) | | | | | | | Contour Airlines | 1 | |
| Palm Springs (PSP) | • | | | | | | | 1 | |
| Pittsburgh (PIT) | • | • | | | | | Allegiant Air | 3 | |
| Portland (PDX) | • | • | • | | | • | | 4 | |
| Provo (PVU) | • | | | | | | Breeze Airways | 2 | |
| Raleigh (RDU) | • | • | | | | | | 2 | |
| Redmon (RDM) | • | | | | | | | 1 | |
| Reno (RNO) | • | • | | | | | | 2 | |
| Richmond (RIC) | | | | | | | Breeze Airways | 1 | |
| Sacramento (SMF) | • | • | | | | | | 2 | |
| Safford (SAD) | | | | | | | Grand Canyon Airlines | 1 | |
| Salt Lake City (SLC) | • | • | • | • | | | | 4 | |
| San Antonio (SAT) | • | • | • | | | | | 3 | |
| San Diego (SAN) | • | • | • | | | • | | 4 | |
| San Diego (CLD) | • | | | | | | | 1 | |
| San Francisco (SFO) | • | • | • | | • | • | | 5 | |
| San José (SJC) | • | • | • | | | | | 3 | |
| San Luis (STL) | • | • | | | | | | 2 | |
| San Luis Obispo (SBP) | • | | | | | | | 1 | |
| Santa Bárbara (SBA) | • | • | | | | | | 2 | |
| Santa Fe (SAF) | • | | | | | | | 1 | |
| Santa María (SMX) | • | | | | | | | 1 | |
| Santa Rosa (STS) | • | | | | | | | 1 | |
| Seattle (SEA) | • | • | • | • | | • | | 5 | |
| Show Low (SOW) | | | | | | | Contour Airlines | 1 | |
| Silver City (SVC) | | | | | | | Advanced Air | 1 | |
| Sioux Falls (FSD) | • | | | | | | | 1 | |
| Spokane (GEG) | • | • | | | | | | 2 | |
| St. George (SGU) | • | | | | | | | 1 | |
| Stockton (SCK) | | | | | | | Allegiant Air | 1 | |
| Sun Valley (SUN) | • | | | | | | | 1 | |
| Tampa (TPA) | • | • | | | | | | 2 | |
| Telluride (TEX) | | | | | | | Denver Air Connection | 1 | |
| Tri-Cities (PSC) | • | | | | | | | 1 | |
| Tucson (TUS) | • | | | | | | | 1 | |
| Tulsa (TUL) | • | • | | | | | | 2 | |
| Vernal (VEL) | | | | | | | Contour Airlines | 1 | |
| Washington (DCA) | • | | | | | | | 1 | |
| Washington (IAD) | | • | | | • | | | 2 | |
| Wichita (ICT) | • | • | | | | | | 2 | |
| Yuma (YUM) | • | | | | | | | 1 | |
| Total | 95 | 58 | 22 | 8 | 7 | 7 | 28 | 125 | |

### Destinos internacionales
Se ofrece servicio a 25 destinos internacionales (6 estacionales), a cargo de 15 aerolíneas.

Destinos internacionales de América.

| Ciudades                                                     | Nombre del aeropuerto                                     | Aerolíneas                                                                                           | Terminal-Sala    |              |              |
| Norteamérica                                                 | Norteamérica                                              | Norteamérica                                                                                         | Norteamérica     | Norteamérica | Norteamérica |
| ------------------------------------------------------------ | --------------------------------------------------------- | --- | ---------------- | ------------ | ------------ |
| Canadá (9 destinos [5 estacionales], 5 aerolíneas)           |                                                           | |                  |              |              |
| Calgary                                                      | Aeropuerto Internacional de Calgary                       | WestJet                                                                                              | 4 - B            |              |              |
| Edmonton                                                     | Aeropuerto Internacional de Edmonton                      | WestJet                                                                                              | 4 - B            |              |              |
| Kelowna                                                      | Aeropuerto Internacional de Kelowna                       | WestJet (Estacional)                                                                                 | 4 - B            |              |              |
| Montreal                                                     | Aeropuerto Internacional Pierre Elliott Trudeau           | Air Canada (Estacional) / Air Canada Rouge                                                           | 3 - Norte        |              |              |
| Regina                                                       | Aeropuerto Internacional de Regina                        | WestJet (Estacional)                                                                                 | 4 - B            |              |              |
| Saskatoon                                                    | Aeropuerto Internacional de Saskatoon-John G. Diefenbaker | WestJet (Estacional)                                                                                 | 4 - B            |              |              |
| Toronto                                                      | Aeropuerto Internacional Toronto Pearson                  | Air Canada (Estacional) / Air Canada Rouge (Estacional) / Porter Airlines                            | 3 - Norte        |              |              |
| Vancouver                                                    | Aeropuerto Internacional de Vancouver                     | Air Canada / Air Canada Express (Estacional) / WestJet                                               | 3 - Norte, 4 - B |              |              |
| Winnipeg                                                     | Aeropuerto Internacional James Armstrong Richardson       | WestJet (Estacional)                                                                                 | 4 - B            |              |              |
| México (13 destinos [1 estacional], 6 aerolíneas)            |                                                           | |                  |              |              |
| Cancún                                                       | Aeropuerto Internacional de Cancún                        | American Airlines / Southwest Airlines                                                               | 4 - B            |              |              |
| Ciudad de México                                             | Aeropuerto Internacional de la Ciudad de México           | Aeroméxico / American Airlines                                                                       | 4 - B            |              |              |
| Culiacán                                                     | Aeropuerto Internacional Federal de Culiacán              | Volaris                                                                                              | 4 - B            |              |              |
| Guadalajara                                                  | Aeropuerto Internacional de Guadalajara                   | American Eagle / Volaris                                                                             | 4 - B            |              |              |
| Hermosillo                                                   | Aeropuerto Internacional General Ignacio Pesqueira García | American Eagle                                                                                       | 4 - B            |              |              |
| Ixtapa Zihuatanejo                                           | Aeropuerto Internacional de Ixtapa-Zihuatanejo            | American Eagle                                                                                       | 4 - B            |              |              |
| Loreto                                                       | Aeropuerto Internacional de Loreto                        | American Eagle                                                                                       | 4 - B            |              |              |
| Manzanillo                                                   | Aeropuerto Internacional de Manzanillo                    | American Eagle (Estacional)                                                                          | 4 - B            |              |              |
| Mazatlán                                                     | Aeropuerto Internacional General Rafael Buelna            | American Airlines / American Eagle                                                                   | 4 - B            |              |              |
| Monterrey                                                    | Aeropuerto Internacional de Monterrey                     | American Eagle                                                                                       | 4 - B            |              |              |
| Puerto Vallarta                                              | Aeropuerto Internacional de Puerto Vallarta               | American Airlines / Southwest Airlines                                                               | 4 - B            |              |              |
| San José del Cabo                                            | Aeropuerto Internacional de Los Cabos                     | American Airlines / Frontier Airlines / Southwest Airlines                                           | 4 - B            |              |              |
| Tijuana                                                      | Aeropuerto Internacional de Tijuana                       | American Eagle                                                                                       | 4 - B            |              |              |
| Europa                                                       |                                                           | |                  |              |              |
| Francia (1 destino, 1 aerolínea)                             |                                                           | |                  |              |              |
| París                                                        | Aeropuerto de París-Charles de Gaulle                     | Air France                                                                                           | 4 - B            |              |              |
| Reino Unido (1 destino, 2 aerolíneas)                        |                                                           | |                  |              |              |
| Londres                                                      | Aeropuerto de Londres-Heathrow                            | American Airlines (Estacional) / British Airways                                                     | 4 - B            |              |              |
| Asia                                                         |                                                           | |                  |              |              |
| República de China (1 destino, 2 aerolíneas)                 |                                                           | |                  |              |              |
| Taipéi                                                       | Aeropuerto Internacional de Taiwán Taoyuan                | China Airlines (inicia el 3 de diciembre de 2025) / StarLux Airlines (inicia el 15 de enero de 2026) | ASA              |              |              |
| Total: 25 destinos (6 estacionales), 5 países, 15 aerolíneas |                                                           | |                  |              |              |

## Estadísticas

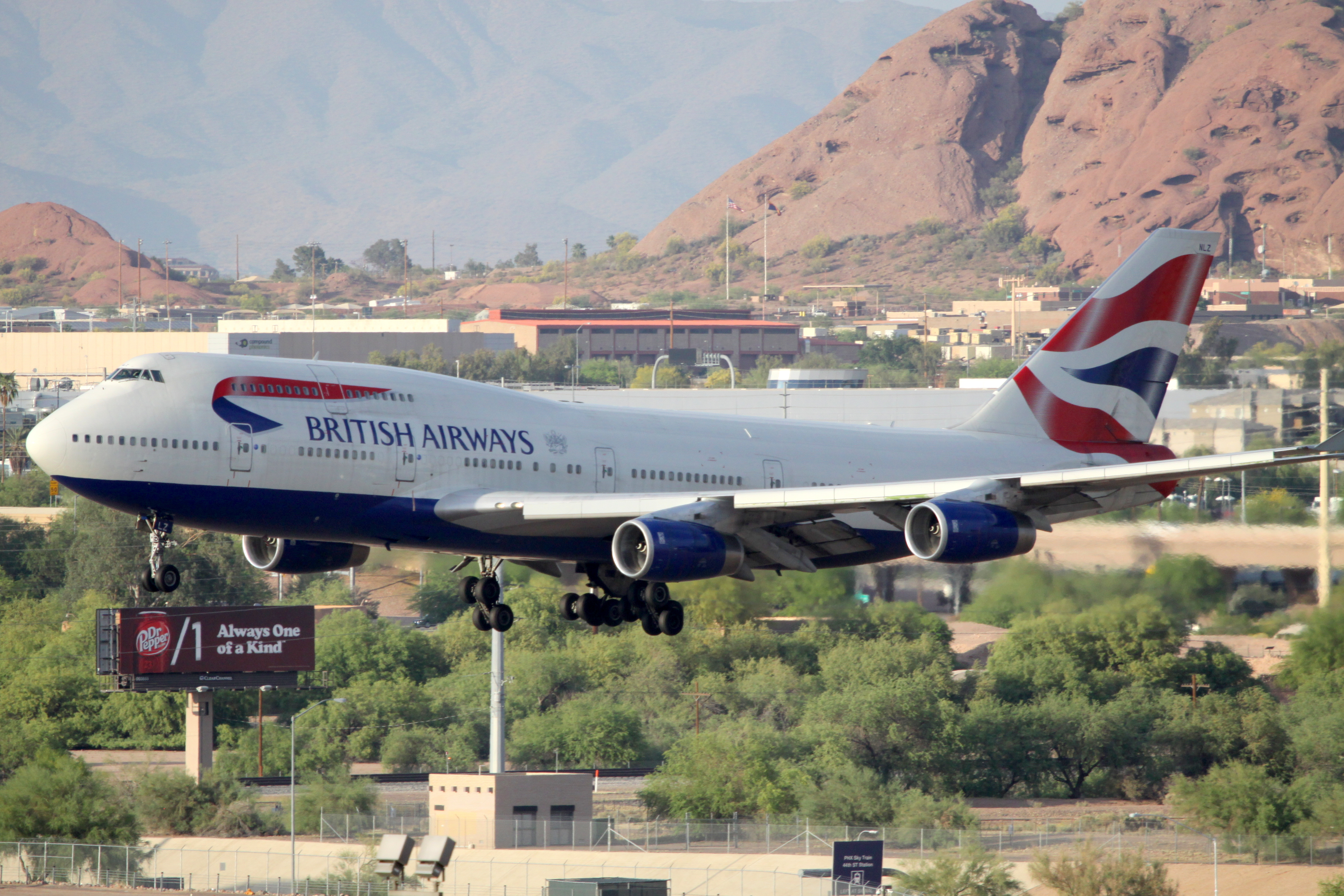
El vuelo diario de British Airways desde Heathrow.

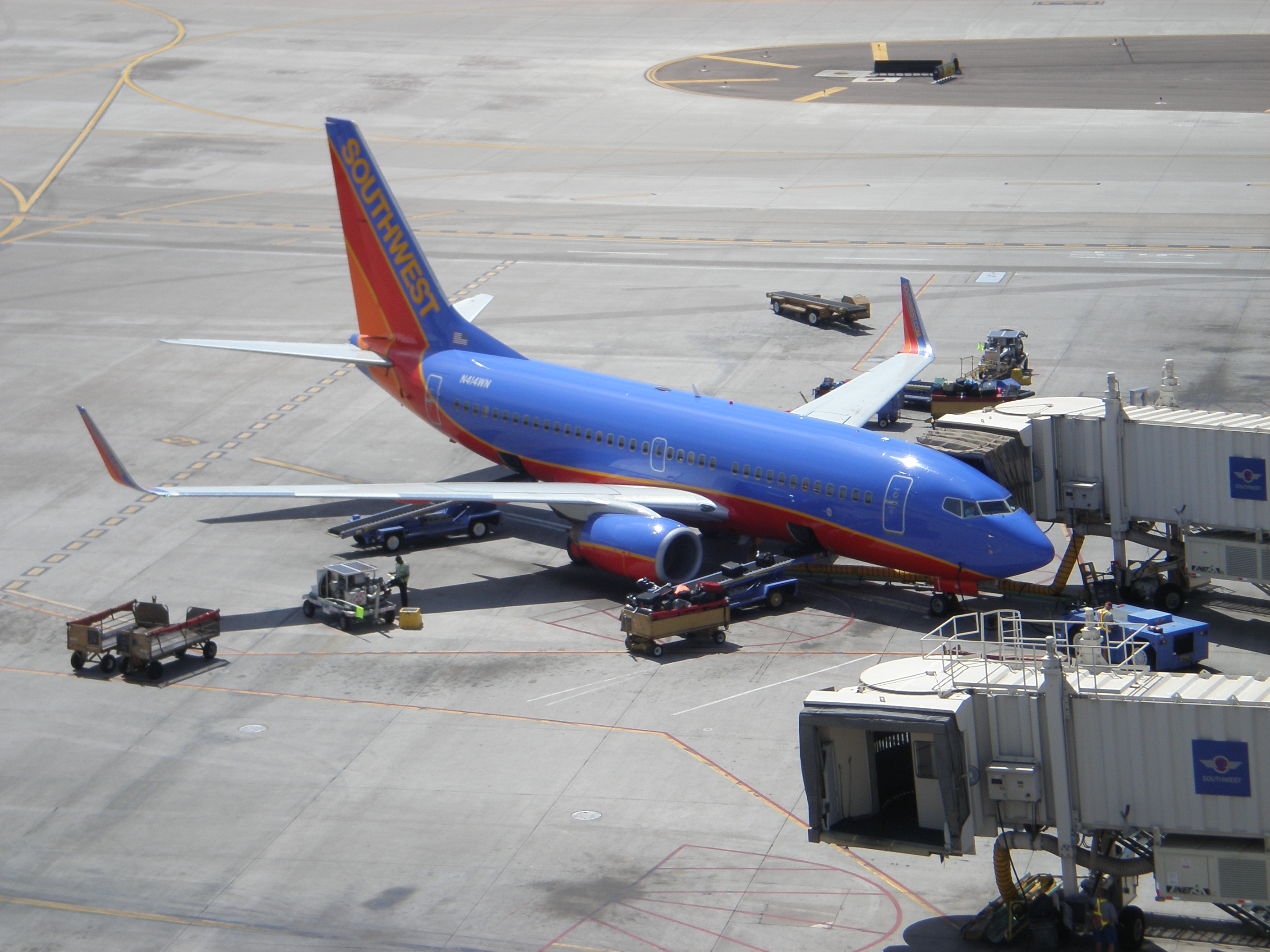
A Southwest Airlines Un Boeing 737-700 preparándose para salir de la puerta D6 de la Terminal 4.

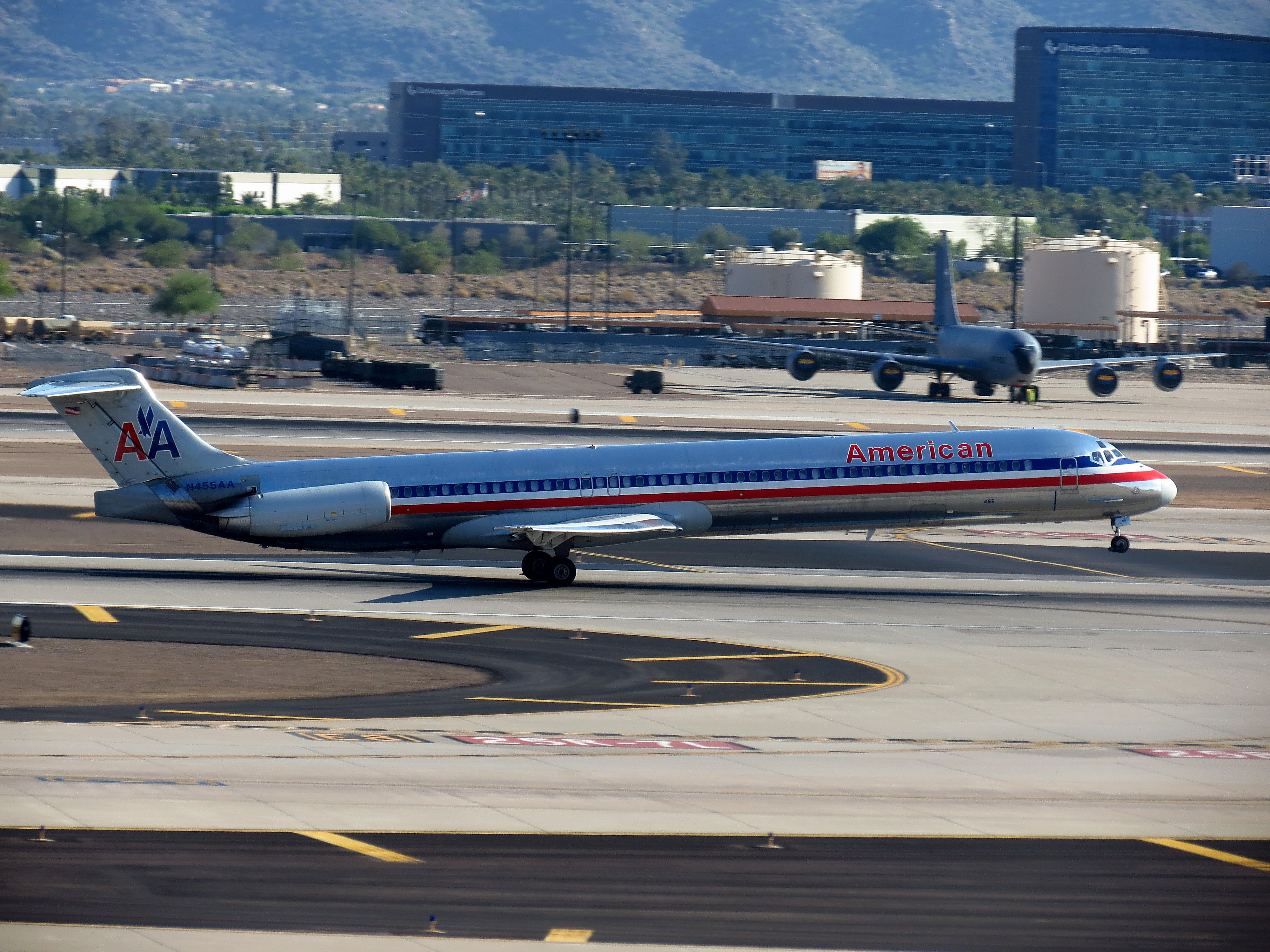
Llegada de una MD-80 de American Airlines.

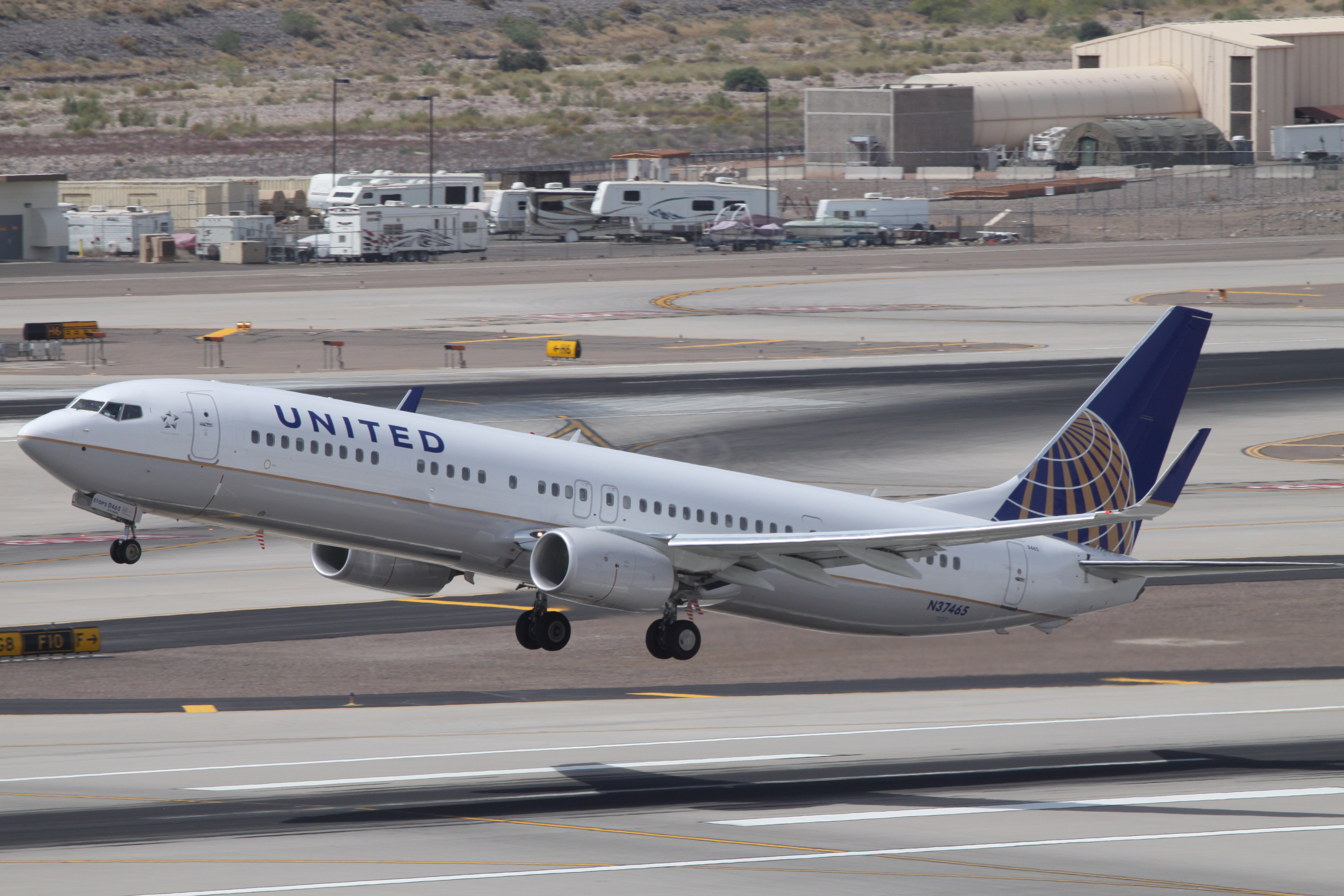
Despegue de un Boeing 737-800 de United Airlines.

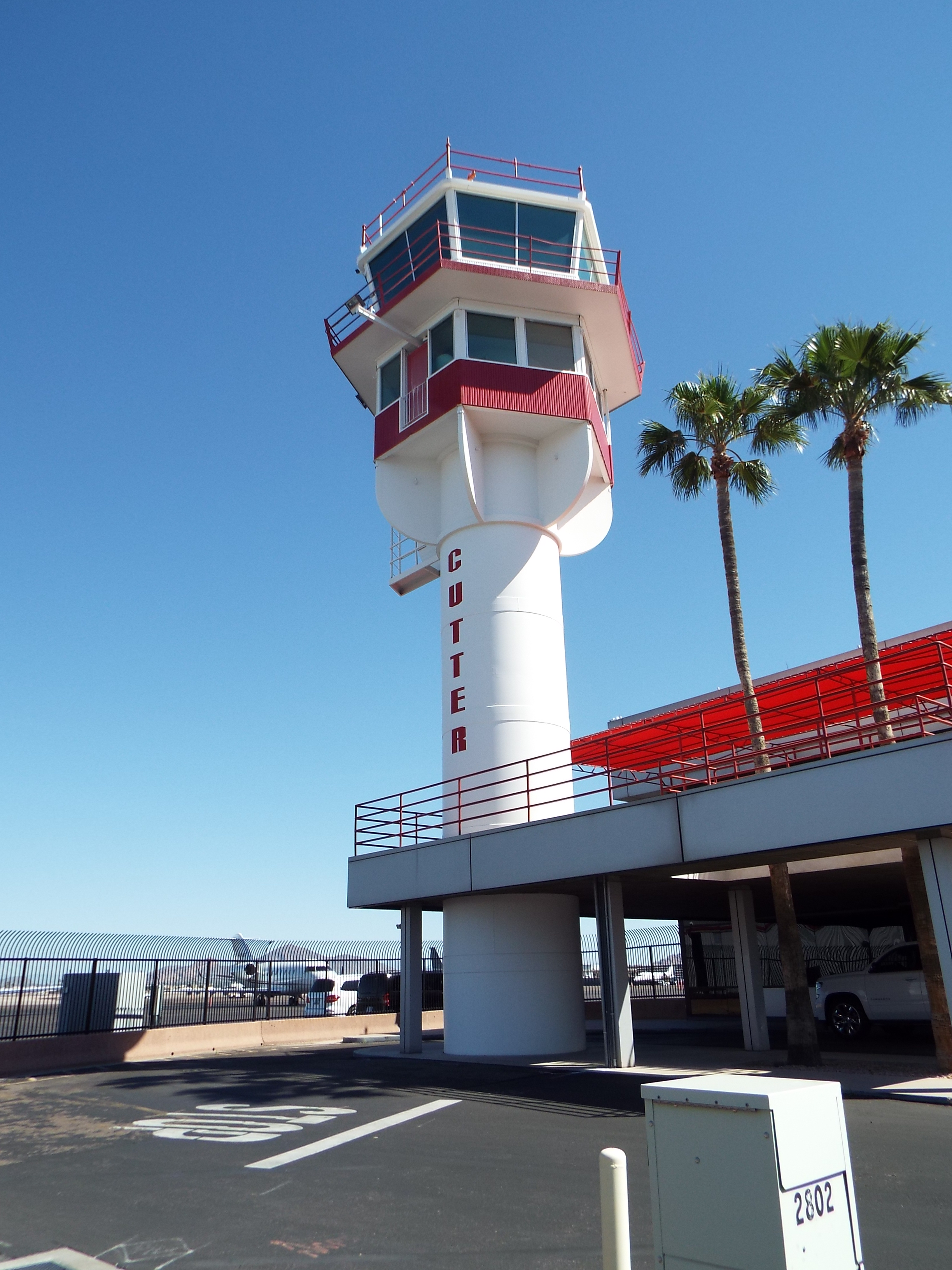
Después de que la Terminal 1 fue demolida en 1991, la icónica torre de control de tráfico aéreo "Sky Harbor" se trasladó a 2768 East Old Tower Road en Phoenix, Az. Donde se encuentra actualmente.

### Rutas más transitadas
| Número | Ciudad                    | Pasajeros | Aerolínea |
| ------ | ------------------------- | --------- | --- |
| 1      | Denver, Colorado          | 1,260,000 | American Airlines, Frontier Airlines, Southwest Airlines, Spirit Airlines, United Airlines, United Express                |
| 2      | Seattle, Washington       | 943,000   | Alaska Airlines, American Airlines, Delta Air Lines, Delta Connection, Southwest Airlines                                 |
| 3      | Chicago, Illinois         | 900,000   | American Airlines, Frontier Airlines, Spirit Airlines, United Airlines                                                    |
| 4      | Las Vegas, Nevada         | 874,000   | American Airlines, Southwest Airlines                                                                                     |
| 5      | Dallas, Texas             | 820,000   | American Airlines, Spirit Airlines                                                                                        |
| 6      | Los Ángeles, California   | 811,000   | American Airlines, American Eagle, Delta Air Lines, Delta Connection, Southwest Airlines, United Airlines, United Express |
| 7      | Salt Lake City, Utah      | 701,000   | American Airlines, American Eagle, Delta Air Lines, Delta Connection, Frontier Airlines, Southwest Airlines               |
| 8      | San Diego, California     | 643,000   | American Airlines, Southwest Airlines                                                                                     |
| 9      | Mineápolis, Minnesota     | 652,000   | American Airlines, Delta Air Lines, Southwest Airlines, Spirit Airlines, Sun Country Airlines                             |
| 10     | San Francisco, California | 645,000   | Alaska Airlines, American Airlines, American Eagle, Frontier Airlines, Southwest Airlines, United Airlines                |

| Número | Ciudad                    | Pasajeros | Aerolínea                                                |
| ------ | ------------------------- | --------- | -------------------------------------------------------- |
| 1      | San José del Cabo, México | 457,831   | American Airlines, Frontier Airlines, Southwest Airlines |
| 2      | Londres, Reino Unido      | 334,863   | American Airlines, British Airways                       |
| 3      | Calgary, Canadá           | 312,085   | Flair Airlines, WestJet                                  |
| 4      | Puerto Vallarta, México   | 310,506   | American Airlines, Southwest Airlines                    |
| 5      | Cancún, México            | 219,996   | American Airlines, Southwest Airlines                    |
| 6      | Vancouver, Canadá         | 208,766   | Air Canada, Air Canada Express, Flair Airlines, WestJet  |
| 7      | Toronto, Canadá           | 206,849   | Air Canada, Air Canada Rouge, Porter Airlines            |
| 8      | Guadalajara, México       | 197,067   | American Airlines, Volaris                               |
| 9      | Ciudad de México, México  | 112,200   | American Airlines                                        |
| 10     | Edmonton, Canadá          | 104,586   | Flair Airlines, WestJet                                  |

### Tráfico anual
| Año  | Pasajeros | Año  | Pasajeros  | Año  | Pasajeros  | Año  | Pasajeros  |
| ---- | --------- | ---- | ---------- | ---- | ---------- | ---- | ---------- |
| 1968 | 2,515,326 | 1983 | 8,605,408  | 1998 | 31,769,113 | 2013 | 40,341,614 |
| 1969 | 2,795,212 | 1984 | 10,801,658 | 1999 | 33,472,916 | 2014 | 42,105,845 |
| 1970 | 2,871,958 | 1985 | 13,422,764 | 2000 | 36,044,281 | 2015 | 44,003,840 |
| 1971 | 3,000,707 | 1986 | 15,556,994 | 2001 | 35,437,051 | 2016 | 43,411,591 |
| 1972 | 3,365,122 | 1987 | 17,723,046 | 2002 | 35,547,432 | 2017 | 43,921,670 |
| 1973 | 3,776,725 | 1988 | 19,178,100 | 2003 | 37,423,596 | 2018 | 44,943,686 |
| 1974 | 3,962,988 | 1989 | 20,714,059 | 2004 | 39,504,323 | 2019 | 46,288,337 |
| 1975 | 3,964,942 | 1990 | 21,718,068 | 2005 | 41,215,342 | 2020 | 21,928,708 |
| 1976 | 4,414,625 | 1991 | 22,140,437 | 2006 | 41,436,498 | 2021 | 38,846,713 |
| 1977 | 4,984,653 | 1992 | 22,118,399 | 2007 | 42,184,515 | 2022 | 44,397,854 |
| 1978 | 5.931,860 | 1993 | 23,621,781 | 2008 | 39,891,193 | 2023 | 48,654,432 |
| 1979 | 7,021,985 | 1994 | 25,626,132 | 2009 | 37,824,982 | 2024 | 52,325,266 |
| 1980 | 6,585,854 | 1995 | 27,856,195 | 2010 | 38,554,530 | 2025 |            |
| 1981 | 6,641,750 | 1996 | 30,411,852 | 2011 | 40,592,295 | 2026 |            |
| 1982 | 7,491,516 | 1997 | 30,667,210 | 2012 | 40,448,932 | 2027 |            |

El Sky Harbor tiene un promedio de 1,183 operaciones aéreas la día.
| Comercial | Taxi Aéreo | Aviación general | Militar |
| --------- | ---------- | ---------------- | ------- |
| 972       | 147        | 57               | 7       |

Hay 69 aviones basados en el Sky Harbor.
| Mono motores | Multi motores | Jet | Helicópteros | Militares |
| ------------ | ------------- | --- | ------------ | --------- |
| 17           | 12            | 23  | 9            | 8         |

## Desarrollo del aeropuerto

### PHX Sky Train

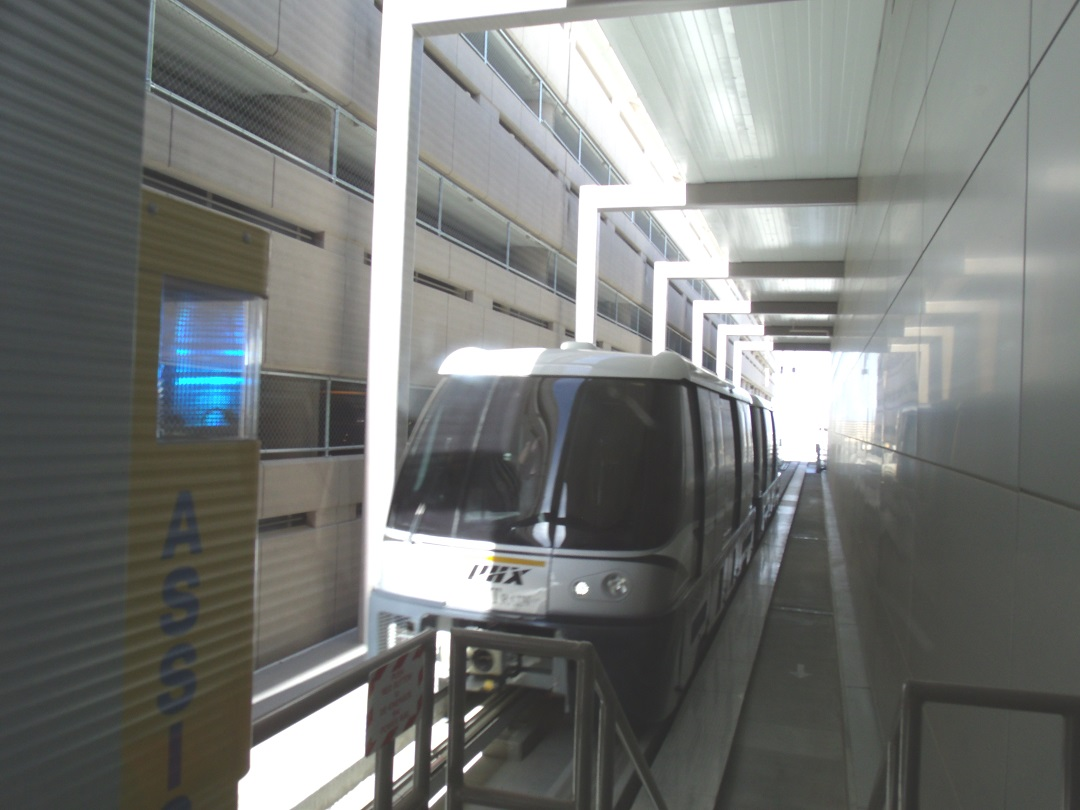
PHX Sky Train.

- El nuevo Phoenix Sky Train es un monovolumen automatizado, al igual que otros aeropuertos, que en 2020, transportará los pasajeros de Sky Harbor desde la estación de la calle 44 y la estación de Tren Ligero Washington a la estación del Estacionamiento Económico Este del Sky Harbor, a través de las tres terminales, y hacia el Centro de Alquiler de autos justo al oeste del aeropuerto.
  - La Fase 1 se abrió el 8 de abril de 2013 y se extiende desde la estación de la calle 44 y la estación de Tren Ligero Washington , a la estación del Estacionamiento Económico Este y la Terminal 4.[26]
  - La Fase 1A conecta a los pasajeros a la Terminal 3 con una pasarela a la Terminal 2. Fase 1A se inauguró el 8 de diciembre de 2014.[27]
  - La Fase 2 transportará pasajeros al Centro de Alquiler de autos. No se espera que la segunda fase sea terminada antes de 2020.[27]
- El Sky Harbor es el primer aeropuerto del mundo que tiene un tren lo suficientemente alto como para los aviones pasen por debajo, sobre la calle de rodaje R a 30 metros (100 pies) de altura.[28]

### Otros proyectos
- El Sky Harbor ha iniciado "Plan de la Modernización de la Terminal 3" de 3 pasos prevé dar cabida a las aerolíneas de la Terminal 3, así como a las de la Terminal 2, que será demolida.[29]
  - El Paso 1 comenzó en abril de 2015, y consolidará los dos controles de seguridad pequeños en un único y gran control de seguridad. También se incluyen en este paso mostradores adicionales, cintas de equipaje, mejoras en el sistema de climatización y nuevos acabados interiores y exteriores. Esta fase está programada para ser completada en el verano de 2016.
  - El Paso 2 demolerá la Sala sur existente y será reemplazada por una nueva sala lineal de 15 puertas, y permitirá el cierre de la Terminal 2.
  - El Paso 3 renovará la Sala norte, con nuevas concesiones y nuevos acabados interiores y exteriores.
- La pista de aterrizaje más meridional del Sky Harbor (7R/25L) fue equipada con tres nuevos dispositivos de seguridad en octubre de 2010:
  - La instalación de luces de estado de la pista advierte a los pilotos de cruces peligroso.
  - Dos nuevas salidas de pista.
  - Una extensión del área de seguridad de la pista de aterrizaje en el caso de que un avión sobrepase la pista.

- Expansión de la Terminal 4
  - La Terminal 4 actualmente cuenta con 7 salas de espera, 4 en el lado norte, pero solo 3 en el lado sur. La terminal fue diseñada para tener un total de 8 salas. La octava sala, que se construirá justo al oeste de la Sala D, está previsto que se construirá en un futuro próximo como se proyecta cuando el tráfico de pasajeros crezca en el Sky Harbor. La fecha de construcción no ha sido anunciado todavía.[30]

## Salones de Aerolíneas
- Terminal 2:
  - United Club de United Airlines
- Terminal 4:
  - Admirals Club de American Airlines (3 ubicaciones - Salas A1, A2 y B1)[31]
  - Terraces Lounge de British Airways

## Transporte Terrestre
Un autobús gratuito con servicio las 24 horas conecta todas las terminales y el estacionamiento Económico Este. Los viajeros pueden acceder al estacionamiento Económico Este desde el Sky Train PHX en la Terminal 4.
La Ruta de autobús 13 de Valley Metro llega a todas las terminales del aeropuerto como enlace con el resto del sistema de autobuses de Valley Metro. El Tren Ligero de Phoenix tiene una parada en la estación cercana de Washington y la Calle 44. Una pasarela en movimiento sobre la calle Washington permite a los pasajeros del tren ligero llegar a la cercana estación del PHX Sky Train y luego llegar a las estaciones en el estacionamiento Económico Este y la Terminal 4. Las líneas de autobuses 1 y 44 de Valley Metro sirven a la estación del PHX Sky Train en Washington y la Calle 44 con una parada de la ruta 3 en la esquina de la calle, cerca del tren ligero.
Un número de taxis, limusinas y las empresas de transporte ofrecen servicio entre cada terminal del aeropuerto, el área metropolitana de Phoenix, y otras comunidades en todo el estado.

## Accidentes e Incidentes
- El 27 de junio de 1969, N3150Y, un Cessna 182 Skylane, que volaba del Aeropuerto de Hawthorne de Hawthorne, CA hacia el Sky Harbor, golpeó las líneas eléctricas de alta tensión al este del aeropuerto y se estrelló a las 10:48 horas, en el lecho del Río Salado al intentar aterrizar en la pista 26R, dejando sin electricidad al aeropuerto y matando a las tres personas a bordo.

- El 28 de agosto de 2002, el vuelo 794 de America West Airlines, una Airbus A320 se salió de un lado de la pista de aterrizaje hacia la tierra y perdió su tren de nariz debido a que el piloto no mantuvo el control direccional. Algunos pasajeros sufrieron heridas leves.

## Aeropuertos cercanos
Los aeropuertos más cercanos son:
- Aeropuerto Ernest A. Love (125km)
- Aeropuerto Internacional de Tucson (175km)
- Aeropuerto Regional de Show Low (197km)
- Aeropuerto del Parque nacional del Gran Cañón (253km)
- Aeropuerto de Kingman (258km)